# Liste der Biografien/Rae–Rah
Liste der Biografien |
Portal Biografien |
Personensuche
# |
A |
B |
C |
D |
E |
F |
G |
H |
I |
J |
K |
L |
M |
N |
O |
P |
Q |
R |
S |
T |
U |
V |
W |
X |
Y |
Z |
?
 
Ra |
Rb |
Rd |
Re |
Rh |
Ri |
Rj |
Rk |
Rl |
Rm |
Rn |
Ro |
Rr |
Rs |
Rt |
Ru |
Rv |
Rw |
Rx |
Ry |
Rz
 
Raa |
Rab |
Rac |
Rad |
Rae–Rah |
Rai |
Raj |
Rak |
Ral |
Ram |
Ran |
Rao |
Rap |
Raq |
Rar |
Ras |
Rat |
Rau |
Rav |
Raw |
Rax |
Ray |
Raz
Die Liste der Biografien führt alle Personen auf, die in der deutschsprachigen Wikipedia einen Artikel haben. Dieses ist eine Teilliste mit 832 Einträgen von Personen, deren Namen mit den Buchstaben „Rae“ – „Rah“ beginnt.

## Rae–Rah

### Rae
- Rae, Addison (* 2000), US-amerikanische Influencerin, Tänzerin, Schauspielerin und SängerinAddison Rae (* 2000)

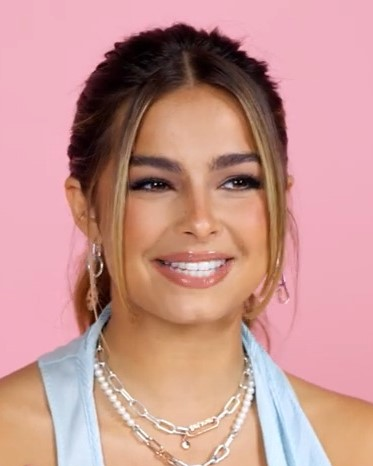
Addison Rae (* 2000)

- Rae, Alex (* 1969), schottischer Fußballspieler und -trainer
- Rae, Alexa (* 1979), US-amerikanische Pornodarstellerin
- Rae, Allan (* 1942), kanadischer Komponist und Musikpädagoge
- Rae, Allan (* 1943), neuseeländischer Agrarökonom
- Rae, Barbara (* 1943), schottische Malerin, Grafikerin und Hochschullehrerin
- Rae, Bob (* 1948), kanadischer Politiker
- Rae, Brenda (* 1982), amerikanische Opernsängerin (Sopran)
- Rae, Charlotte (1926–2018), US-amerikanische Schauspielerin
- Rae, Chelsie (* 1984), US-amerikanische Pornodarstellerin
- Rae, Derek (* 1967), britischer Fußball-Moderator
- Rae, Dina (* 1981), US-amerikanische R&B-Sängerin
- Rae, Edwin C. (1911–2002), US-amerikanischer Kunsthistoriker und Hochschullehrer für Kunstgeschichte an der Universität Illinois
- Rae, Fiona (* 1963), britische Malerin und Hochschullehrerin
- Rae, Henrietta (1859–1928), englische Genre- und Porträtmalerin der späteren viktorianischen Ära
- Rae, Iso (1860–1940), Malerin
- Rae, Issa (* 1985), US-amerikanische Schauspielerin, Filmproduzentin, Drehbuchautorin und RegisseurinIssa Rae (* 1985)

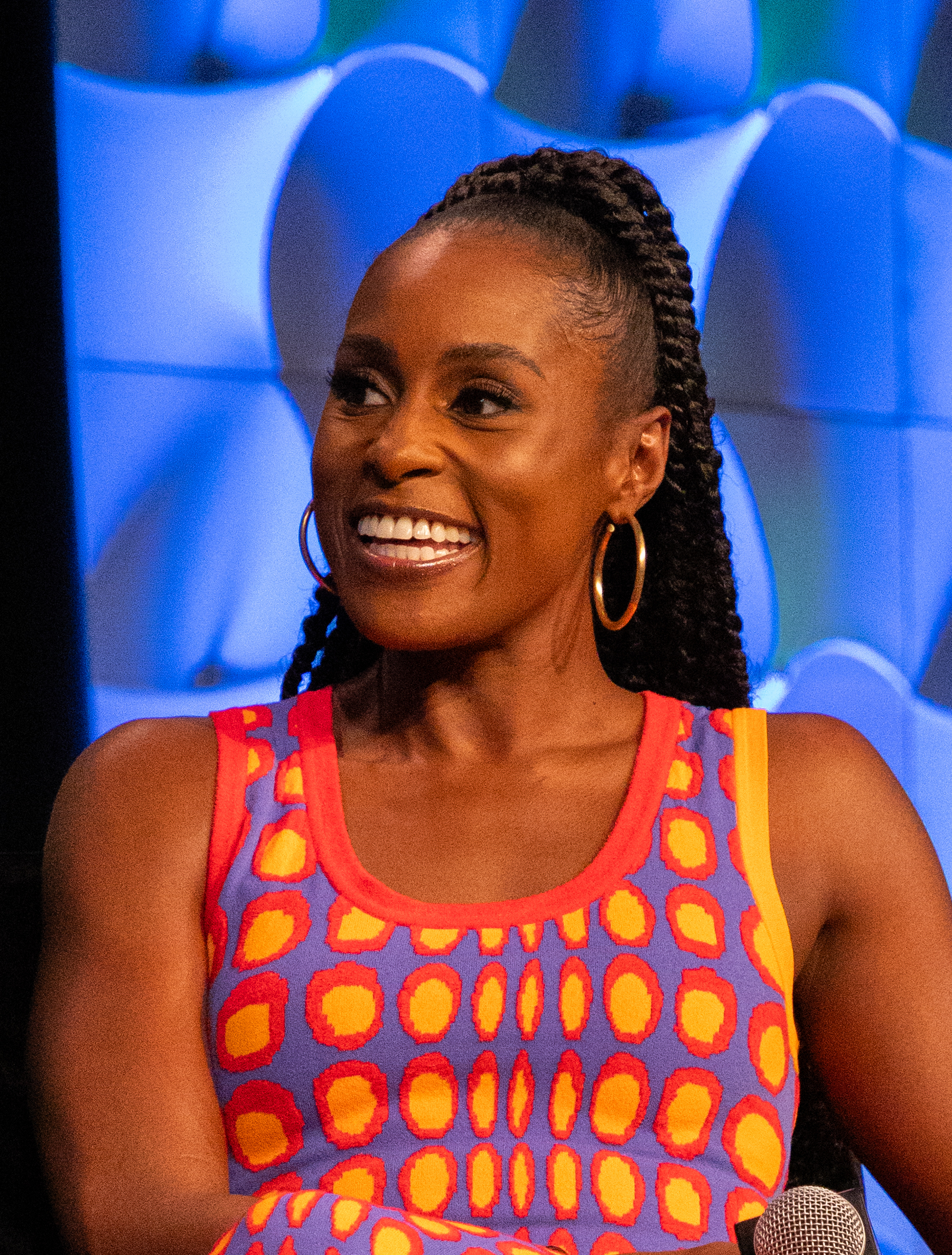
Issa Rae (* 1985)

- Rae, James (* 1936), schottischer Radrennfahrer
- Rae, Jasmine (* 1987), australische Country-Sängerin
- Rae, Jocelyn (* 1991), schottische Tennisspielerin
- Rae, John (1796–1872), schottisch-amerikanischer Lehrer, Mediziner und Ökonom
- Rae, John (1813–1893), schottischer Arktisforscher und Arzt
- Rae, John (1904–1979), neuseeländischer Politiker, Minister und Abgeordneter
- Rae, John (* 1966), britisch-neuseeländischer Jazzmusiker (Schlagzeug, Komposition)
- Rae, Johnny (1934–1993), US-amerikanischer Jazzschlagzeuger und Vibraphonist
- Rae, Kori, US-amerikanische Filmproduzentin
- Rae, Lorena (* 1994), deutsches Model
- Rae, Mac († 2021), britischer Jazzmusiker (Schlagzeug, Klarinette, Trompete, Gesang)
- Rae, Nan (* 1944), britische Schwimmerin
- Rae, Odessa (* 1982), kanadische Schauspielerin und Filmproduzentin
- Rae, Paul (* 1968), US-amerikanischer Schauspieler
- Rae, Shauna (* 1999), US-amerikanische Reality-TV-Teilnehmerin, Schauspielerin und Webvideoproduzentin
- Raebel, Bernd (* 1948), deutscher Jurist
- Raebel, Jean (1900–1985), deutscher Motorkonstrukteur
- Raebel, Max (1874–1946), deutscher Komponist, Maler, Skandinavien- und Polarforscher
- Raebel, Paul (1906–1980), deutscher SS-Hauptsturmführer, Leiter des Zwangsarbeitslagers Kamionki und verurteilter Kriegsverbrecher
- Raeben, Norman (1901–1978), US-amerikanischer Maler
- Raeber, Kuno (1922–1992), Schweizer Schriftsteller
- Raeber, Yves (* 1955), Schweizer Schauspieler, Hörspielsprecher und Übersetzer
- Raebiger, Sidney (* 2005), deutscher Fußballspieler
- Raeburn, A. H., schottischer Fußballspieler
- Raeburn, Agnes (1872–1955), schottische Malerin und Kunstlehrerin
- Raeburn, Boyd (1913–1966), US-amerikanischer Jazz-Bigband-Leader
- Raeburn, Henry (1756–1823), britischer Maler, Begründer der „Schottischen Schule“ der Malerei
- Raechl, Walter (1902–1934), deutscher Geograph und Alpinist
- Raecius Rufus, Quintus, römischer Centurio
- Raeck, Fritz (1894–1968), deutscher Schullehrer und Schriftsteller
- Raeck, Karina (* 1938), deutsche Bildhauerin, Objektkünstlerin, Landschaftsarchitektin und Fotografin
- Raeck, Kurt (1903–1981), deutscher Dramaturg, Schauspieler, Theaterregisseur und Theaterintendant
- Raeck, Siegfried (1907–1945), deutscher Funktionär der Hitler-Jugend
- Raeck, Wulf (* 1950), deutscher Klassischer Archäologe
- Raecke, Hans-Karsten (* 1941), deutscher Komponist
- Raecke, Horst (1906–1941), deutscher Politiker (NSDAP), MdR sowie SA- und SS-Führer
- Raecke, Jochen (* 1943), deutscher Slawist und Hochschullehrer
- Raecke, Julius (1872–1930), deutscher Psychiater
- Raed, Ahmad Jaafar, iranischer Diplomat, Verleger und Arabist
- Raedeke, Brent (* 1990), deutsch-kanadischer Eishockeyspieler
- Raedel, Christoph (* 1971), deutscher evangelisch-methodistischer Theologe und Hochschullehrer für Systematische Theologie
- Raeder, Cap (* 1953), US-amerikanischer Eishockeytorwart und -trainer
- Ræder, Einar (1896–1976), norwegischer Weitspringer und Zehnkämpfer
- Raeder, Erich (1876–1960), Großadmiral im Dritten ReichErich Raeder (1876–1960)

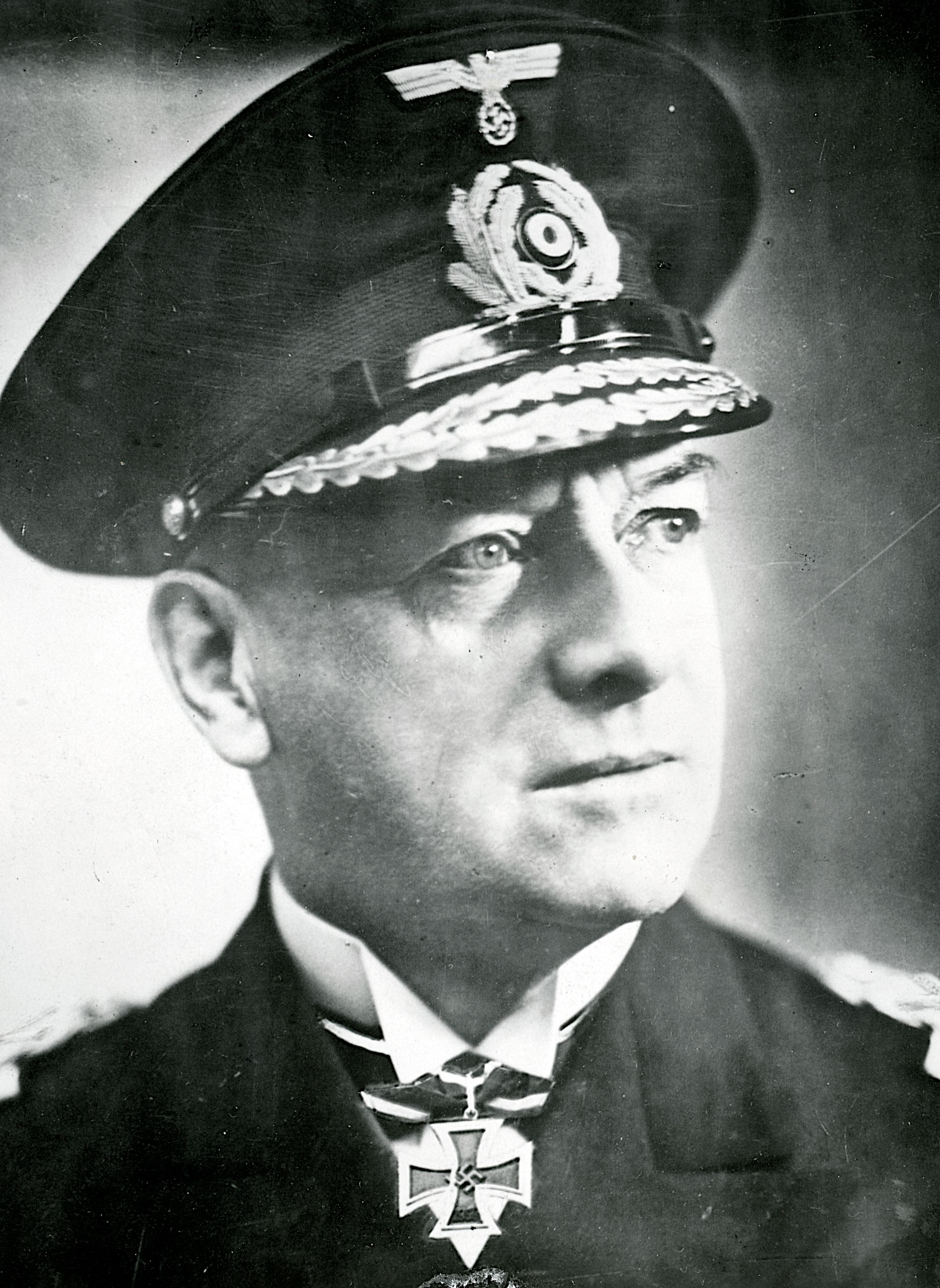
Erich Raeder (1876–1960)

- Raeder, Gustav (1810–1868), deutscher Schauspieler, Sänger und Schriftsteller
- Ræder, Hans (1869–1959), dänischer Klassischer Philologe
- Raeder, Joachim (* 1951), deutscher Klassischer Archäologe
- Raeder, Johann Friedrich (1815–1872), deutscher Kirchenlieddichter
- Raeder, Lukas (* 1993), deutscher Fußballspieler
- Raeder, Michael (* 1962), deutscher Musiker, Komponist, Textdichter und Musikproduzent
- Raeder, Norbert (* 1968), deutscher Gastronom und Politiker (GRAUE)
- Raeder, Sabine (* 1966), deutsche Arbeits- und Organisationspsychologin
- Raeder, Siegfried (1929–2006), deutscher evangelischer Theologe und Hochschullehrer
- Raederscheidt, Georg (1883–1974), deutscher Pädagoge und Hochschullehrer
- Rædwald, König des angelsächsischen Königreichs East Anglia
- Rædwulf, König von Northumbria
- Raegener, Adolf (1895–1983), deutscher Generalleutnant im Zweiten Weltkrieg
- Ræhs, Martinus (1702–1766), dänischer Stadtmusiker, Flötist und Komponist
- Raeithel, Gert (* 1940), deutscher Amerikanist und Literaturwissenschaftler
- Raeithel, Heinrich (1842–1896), deutscher Bürgermeister, Fabrikant und Politiker (DFP), MdR
- Raekallio, Matti (* 1954), finnischer Pianist
- Raeke, Walter (1878–1959), deutscher Politiker (NSDAP), MdHB, MdR
- Raekelboom, Jan (* 1978), belgischer Eishockeyspieler
- Raekwon (* 1970), US-amerikanischer RapperRaekwon (* 1970)

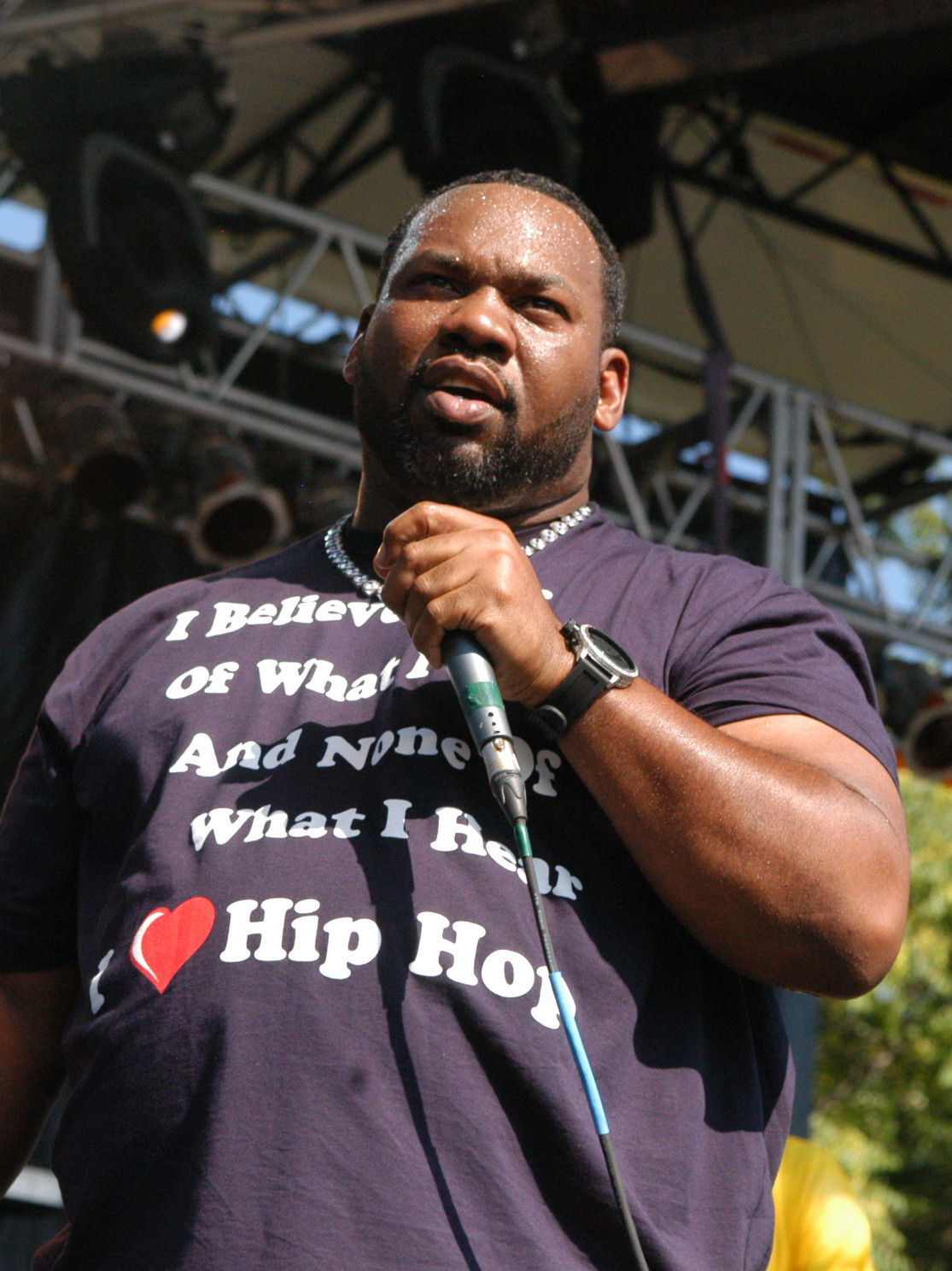
Raekwon (* 1970)

- Raelert, Andreas (* 1976), deutscher Triathlet
- Raelert, Michael (* 1980), deutscher Triathlet
- Raeli, Vito (1880–1970), italienischer Musikwissenschaftler und Musikschriftsteller
- RaeLynn (* 1994), amerikanische Country-Sängerin
- Raemaekers, Hector (1883–1963), belgischer Fußballspieler
- Raemdonck, Rainer van (* 1957), deutscher Politiker (AfD), MdL
- Raemisch, Erich (1896–1958), deutscher Wirtschaftsfunktionär
- Raemisch, Gustav (1845–1912), deutscher Jurist und Politiker
- Raemisch, Waldemar (1888–1955), deutsch-amerikanischer Metallbildhauer und Hochschullehrer
- Raemkai, Prinz der altägyptischen 5. Dynastie
- Raemy, Alain de (* 1959), Schweizer römisch-katholischer Geistlicher, Weihbischof in Lausanne, Genf und FreiburgAlain de Raemy (* 1959)

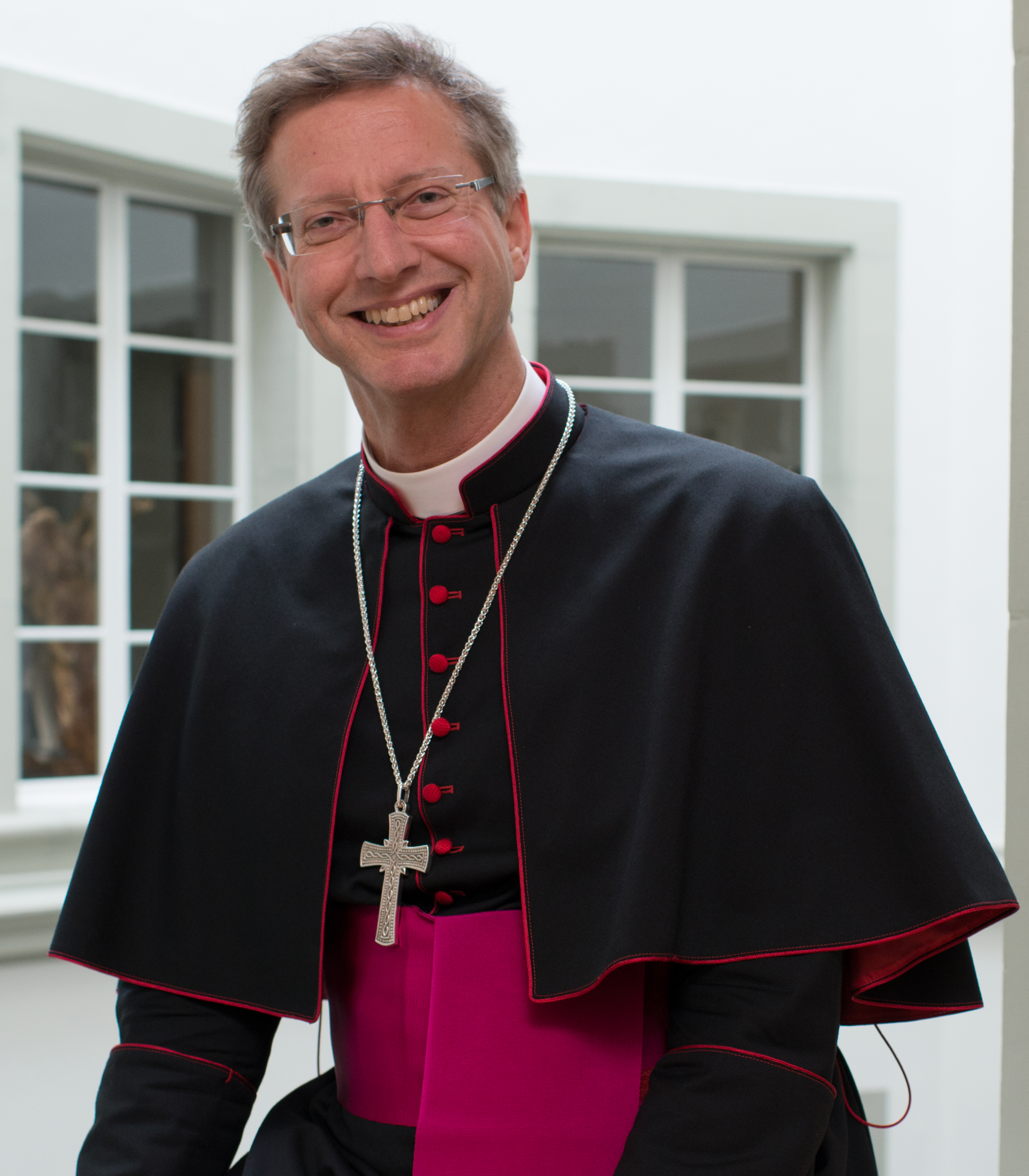
Alain de Raemy (* 1959)

- Raemy, Nicolas (* 1992), Schweizer Handballspieler
- Raepke, Florian (* 1996), deutscher Jazzmusiker (Trompete, Arrangement)
- Raepke, Hannelore (* 1935), deutsche Leichtathletin und Olympiateilnehmerin
- Raes, Albert (* 1932), belgischer Beamter und Richter
- Raes, Hugo (1929–2013), flämischer Schriftsteller
- Raes, Maurice (1907–1992), belgischer Radrennfahrer
- Raes, Roeland (1934–2024), belgischer Politiker
- Raes, Suzanne (* 1969), niederländische Regisseurin
- Raeschke, Ferdinand (1920–1987), deutscher Boxer
- Raesfeld zu Ostendorf, Franz Arnold von (1709–1747), Domherr in Münster und Osnabrück
- Raesfeld zu Ostendorf, Johann Franz von († 1723), Domherr in Münster und Osnabrück
- Raesfeld, Arnd von (* 1514), Domherr in Münster
- Raesfeld, Bernhard von (1508–1574), Bischof von Münster
- Raesfeld, Bitter von, Domherr in Münster
- Raesfeld, Bitter von († 1584), Domherr in Münster und Eichstätt
- Raesfeld, Bitter von († 1594), Domherr in Münster, römisch-katholischer Geistlicher
- Raesfeld, Bitter von (1532–1581), Domherr in verschiedenen Bistümern
- Raesfeld, Carl von (1792–1857), preußischer Offizier, Verwaltungsbeamter und Landrat
- Raesfeld, Dietrich Franz von (* 1528), Domherr in verschiedenen Bistümern
- Raesfeld, Ferdinand von (1855–1929), preußischer Forstmeister, Jäger und Autor von Jagdliteratur und RomanenFerdinand von Raesfeld (1855–1929)

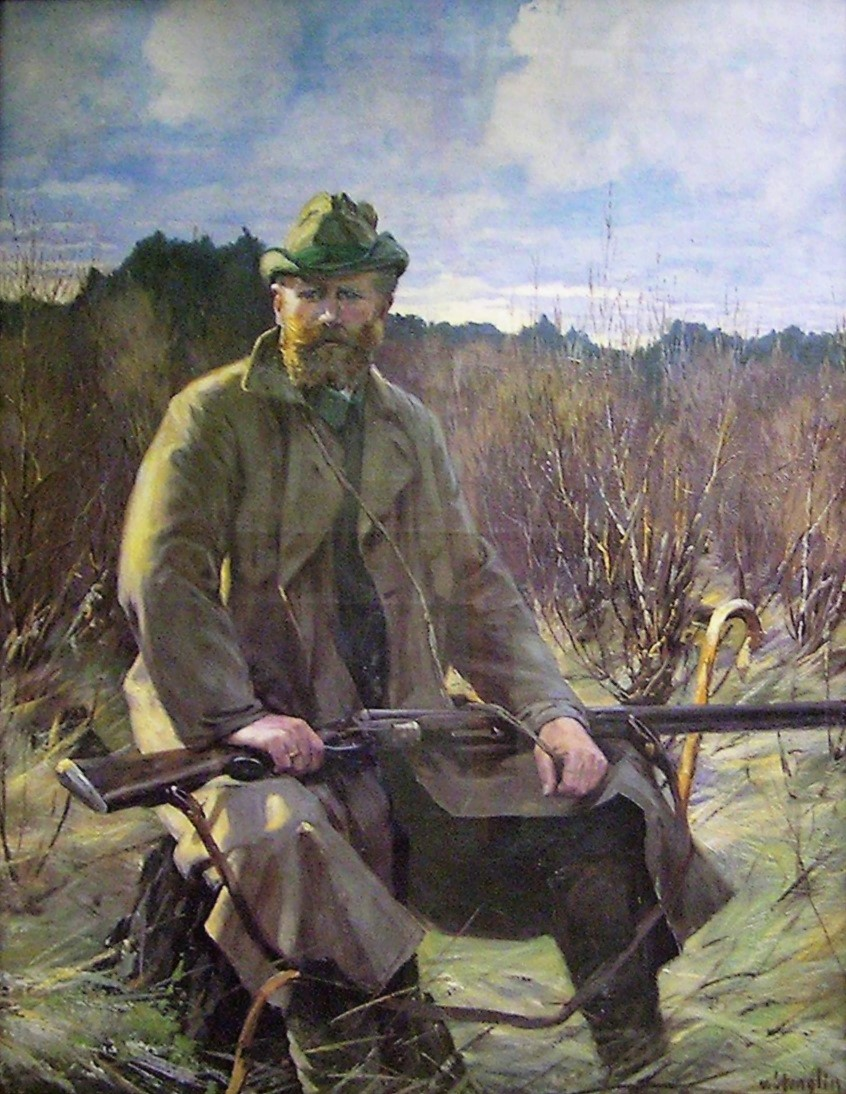
Ferdinand von Raesfeld (1855–1929)

- Raesfeld, Goswin von († 1586), Dompropst in Münster
- Raesfeld, Gottfried Joseph von (1706–1765), deutscher Staatsmann, kurkölnischer Großkanzler und Konferenzminister
- Raesfeld, Gottfried von (1522–1586), Domdechant
- Raesfeld, Heinrich von (1521–1573), Domherr in Münster
- Raesfeld, Heinrich von (1521–1597), Generalvikar und Domherr in Münster
- Raesfeld, Johann IV. von (1492–1551), kaiserlicher Feldherr im Türkenkrieg
- Raesfeld, Johann Peter von (1679–1764), preußischer Geheimer Rat und Regierungspräsident
- Raesfeld, Johann von († 1633), Domherr in Münster
- Raesfeld, Johann Wischel von († 1588), Domherr in Münster
- Raesfeld, Justinus von, Domherr in Münster
- Raesfeld, Rotger von († 1575), Domherr in Münster
- Raesfeld, Rudolf von, Domherr in Münster
- Raesfeld, Wilbrand von († 1585), Domherr in Münster
- Raess, Jonas (* 1994), Schweizer Langstreckenläufer
- Ræstad, Arnold (1878–1945), norwegischer Jurist und Politiker
- Raestrup, Bernhard (1880–1959), deutscher Unternehmer und Politiker (Zentrum, CDU), MdB, MdL
- Raestrup, Gottfried (1889–1955), deutscher Rechtsmediziner und Hochschullehrer
- Raestrup, Johannes (1878–1943), deutscher Reichsgerichtsrat
- Raet zu Bögelskamp, Friedrich Wilhelm Ferdinand von (1763–1830), Gräflicher Rat, Historiker und Archivar
- Raet, Wilhelm de († 1583), niederländischer Wasserbauingenieur und Baumeister
- Raethel, Heinz-Sigurd (* 1920), deutscher Ornithologe und Veterinärmediziner
- Raether, Arnold (1896–1992), deutscher Produktionsleiter, NS-Funktionär und Vizepräsident der Reichsfilmkammer
- Raether, Elisabeth (* 1979), deutsche Autorin
- Raether, Gabriele (* 1947), deutsche Studienrätin und Autorin
- Raether, Heinz (1909–1986), deutscher Physiker
- Raether, Johannes Paul (* 1977), deutscher Performance-Künstler und Hochschullehrer
- Raether, Till (* 1969), deutscher Journalist, Kolumnist und Buchautor
- Raether-Lordieck, Iris (* 1961), deutsche Politikerin (SPD), MdL
- Raethjen, Paul (1896–1982), deutscher Meteorologe, Physiker. sowie Hochschullehrer
- Raetsch, Barbara (* 1936), deutsche Malerin
- Raetsch, Bruno (* 1962), deutscher Bildhauer und Hochschullehrer
- Raetsch, Karl (1930–2004), deutscher Maler
- Raetz, Eberhard (* 1938), deutscher Chemiker und Schriftsteller
- Raetz, Markus (1941–2020), Schweizer Multimedia-Künstler
- Raetz, Martin (* 1890), deutscher Politiker (KPD/SED), MdL
- Raetz, Stefan (* 1959), deutscher Kommunalpolitiker (CDU)
- Raetzer, Hellmuth (1838–1909), deutscher Maler
- Raev, Ada (* 1955), deutsche Kunsthistorikerin
- Raevaara, Tiina (* 1979), finnische Schriftstellerin
- Raeven, Angelique (* 1971), niederländische Künstlerin
- Raeven, Liesbeth (* 1971), niederländische Künstlerin
- Raeymaeckers, Georges Désiré (1899–1960), belgischer Ordensgeistlicher, römisch-katholischer Bischof von Buta

### Raf
- Raf (* 1959), italienischer Sänger und Songwriter
- RAF Camora (* 1984), österreichischer Rapper und MusikproduzentRAF Camora (* 1984)

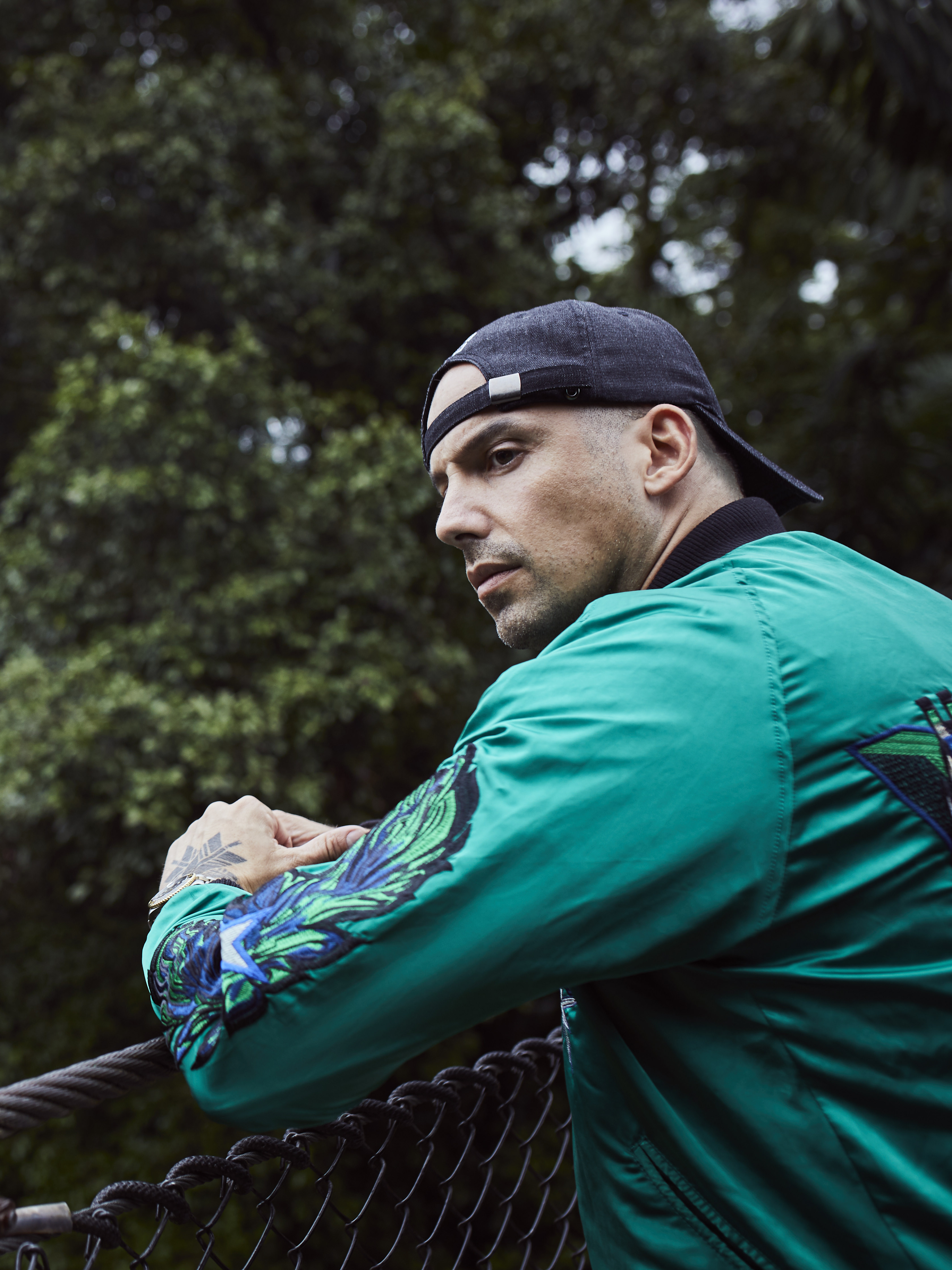
RAF Camora (* 1984)

- Rafael (* 1978), brasilianischer Fußballspieler
- Rafael (* 1979), brasilianischer Fußballspieler
- Rafael (* 1989), brasilianischer Fußballtorhüter
- Rafael (* 1990), brasilianischer Fußballspieler
- Rafael, António José (1925–2018), portugiesischer Geistlicher und römisch-katholischer Bischof von Bragança-Miranda
- Rafael, Dror (* 1974), israelischer Radiomoderator, Fernsehmoderator, Entertainer und Satiriker
- Rafael, Erich (1928–2010), deutscher Fußballspieler
- Rafael, Henrique Roberto (* 1993), brasilianischer Fußballspieler
- Rafa’el, Jitzchak (1914–1999), israelischer Politiker und Minister
- Rafael, Márta (1926–2017), ungarische Schauspielerin, Sängerin und Fernsehredakteurin in der DDR
- Rafael, Nando (* 1984), deutsch-angolanischer Fußballspieler
- Rafael, Peter (1965–2008), deutscher Schlagersänger
- Rafael, Sylvia (1937–2005), israelische Geheimdienstagentin
- Rafael, Tibor (1970–2014), tschechischer Boxer
- Rafaela, Samira (* 1989), niederländische Politikerin (D66), MdEP
- Rafaelov, Zipora (* 1954), israelische bildende Künstlerin
- Rafaelson (* 1997), brasilianisch-vietnamesischer Fußballspieler
- Rafailidou, Maria (* 2007), griechische Leichtathletin
- Rafajeljan, Armen (* 1978), armenischer Freestyle-Skier
- Rafajil (1676–1747), ukrainischer orthodoxer Priester, Metropolit von Kiew, Galizien und dem ganzen Russland
- Rafał Leszczyński (1526–1592), polnischer Magnat
- Rafalides, Christos (* 1972), griechischer Jazzmusiker (Vibraphon, Komposition)
- Rafalska, Elżbieta (* 1955), polnische Politikerin
- Rafalski, Brian (* 1973), US-amerikanischer Eishockeyspieler
- Rafalski, Katrin (* 1982), deutsche FußballschiedsrichterinKatrin Rafalski (* 1982)

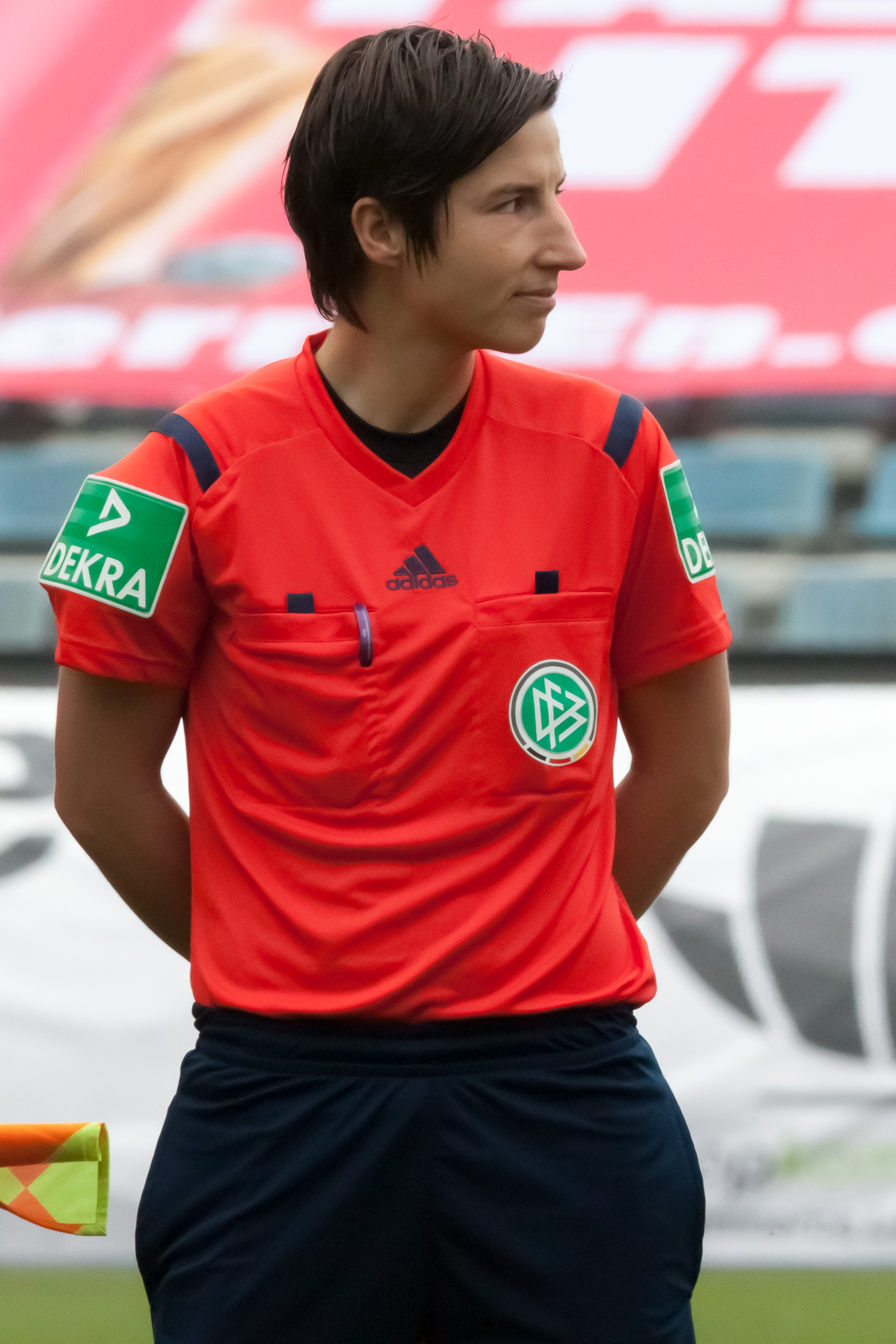
Katrin Rafalski (* 1982)

- Rafaļskis, Maksims (* 1984), lettischer Fußballspieler
- Rafalzik, Arild (1957–2018), deutscher Autor, Journalist und Produzent
- Rafanelli, Sarah (* 1972), US-amerikanische Fußballspielerin
- Rafat, Darius (* 1977), kanadischer Musiker und Komponist
- Rafat, Judy (* 1956), kanadische Jazz-Sängerin
- Ra'fat, Saleh, palästinensischer Politiker
- Rafati, Babak (* 1970), deutscher Fußballschiedsrichter
- Rafati, Jami (* 1994), italienisch-iranischer Fußballspieler
- Rafejenko, Wolodymyr (* 1969), ukrainischer Schriftsteller, Dichter, Übersetzer und Literaturwissenschaftler
- Rafel, Martí (* 1964), spanischer Freestyle-Skisportler
- Rafele, Mimmo (* 1947), italienischer Drehbuchautor sowie Film- und Fernsehregisseur
- Rafelsberger, Walter (1899–1989), österreichischer SS-Führer und Staatskommissar
- Rafelsberger, Walter Michael (* 1978), österreichischer Filmemacher und Medienkünstler
- Rafelski, Johann (* 1950), deutscher Physiker und Hochschullehrer
- Rafelson, Bob (1933–2022), US-amerikanischer FilmregisseurBob Rafelson (1933–2022)

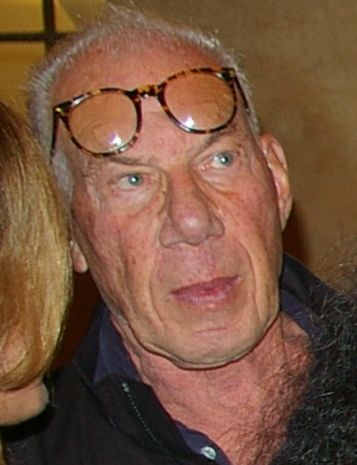
Bob Rafelson (1933–2022)

- Rafetraniaina, Albert (* 1996), madagassisch-französischer Fußballspieler
- Rafetseder, Hermann (* 1956), österreichischer Historiker
- Raff, Erich (* 1953), deutscher Politiker (CSU)
- Raff, Friedrich (1889–1947), deutscher Schriftsteller, Journalist und Drehbuchautor
- Raff, Fritz (1948–2011), deutscher Journalist, Intendant des Saarländischen Rundfunks
- Raff, Georg Christian (1748–1788), deutscher Schriftsteller und Pädagoge
- Raff, Gerhard (* 1946), deutscher Historiker und Schriftsteller
- Raff, Gideon (* 1973), israelischer Drehbuchautor und Filmproduzent
- Raff, Hans (1910–1990), deutscher Langstreckenläufer
- Raff, Helene (1865–1942), deutsche Malerin und Schriftstellerin
- Raff, Hermann (1905–1941), deutscher Mathematiker und Bibliothekar
- Raff, Joachim (1822–1882), schweizerisch-deutscher Komponist und MusikpädagogeJoachim Raff (1822–1882)

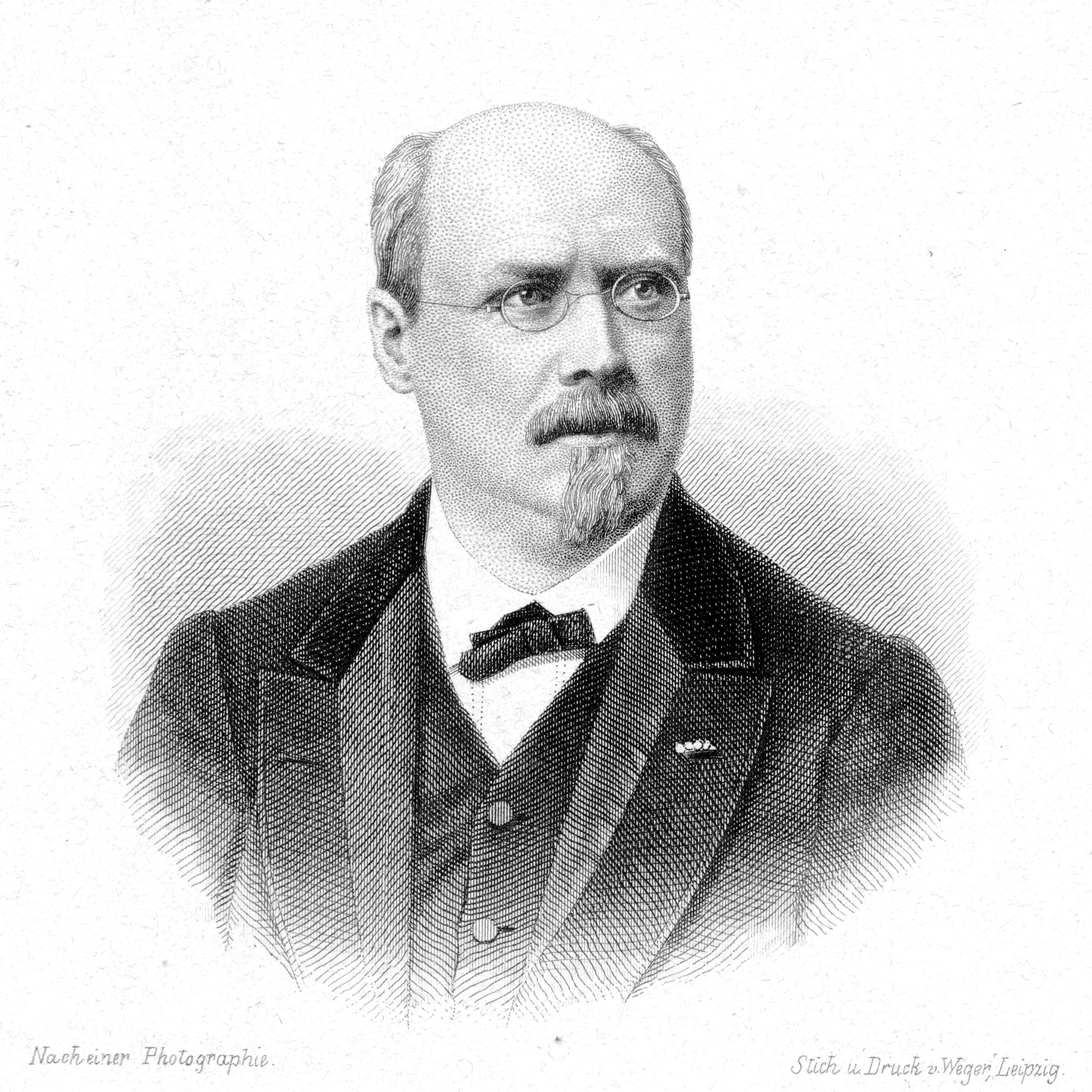
Joachim Raff (1822–1882)

- Raff, Martin (* 1938), kanadischer Neurologe sowie Zell- und Molekularbiologe
- Raff, Rudolf (1941–2019), US-amerikanischer Entwicklungs- und Evolutionsbiologe
- Raff, Thomas (1947–2022), deutscher Kunsthistoriker und Künstler
- Raffael († 1520), italienischer Maler und Baumeister der HochrenaissanceRaffael († 1520)

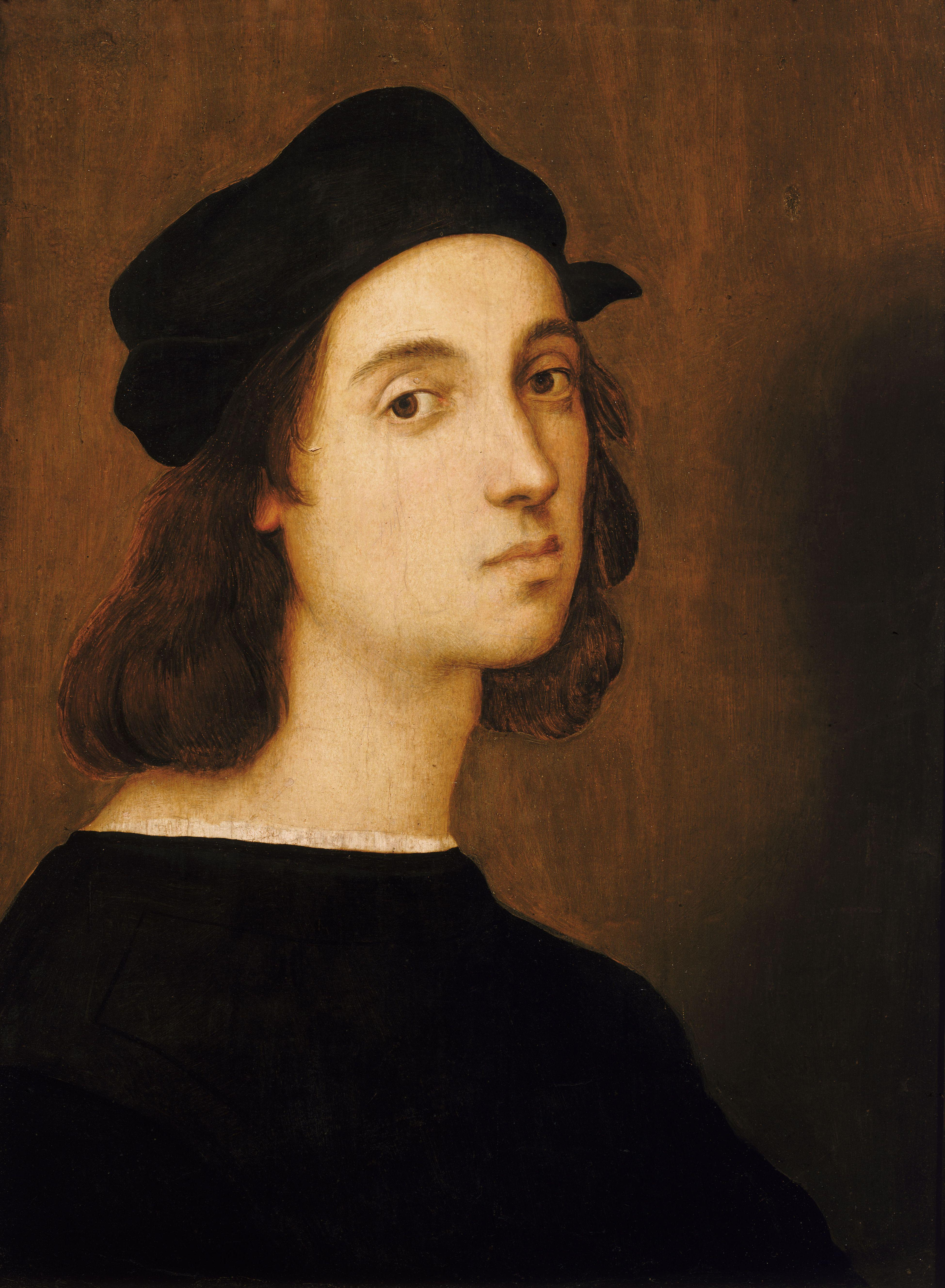
Raffael († 1520)

- Raffael (* 1985), brasilianisch-deutscher Fußballspieler
- Raffaele, Virginia (* 1980), italienische Komikerin und Schauspielerin
- Raffaeli, Sofia (* 2004), italienische Rhythmische Sportgymnastin
- Raffaelli, Andrea (* 1969), italienischer Beachvolleyballspieler
- Raffaelli, Cyril (* 1974), französischer Schauspieler und Stuntman
- Raffaelli, Ferdinando (1899–1981), italienischer Luftwaffengeneral
- Raffaelli, Giacomo (1753–1836), italienischer Mosaikkünstler
- Raffaëlli, Jean-François (1850–1924), französischer Maler, Bildhauer, Drucker, Schauspieler und Autor
- Raffaellino del Colle (1490–1566), italienischer Maler
- Raffaellino del Garbo († 1524), italienischer Maler
- Raffai, Estelle (* 1998), französische Sprinterin
- Raffai, Jenő (1954–2015), ungarischer Psychologe, Psychoanalytiker und Fachautor
- Raffainer, Raeto (* 1982), Schweizer Eishockeyspieler und -funktionär
- Raffalli, Rodolphe (* 1959), französischer Jazzmusiker (Gitarre, Komposition)
- Raffalovich, Arthur (1853–1921), russischer Diplomat und zugleich französischer Ökonom und Wirtschaftspublizist
- Raffalovich, Marc-André (1864–1934), französischer Autor und Dichter
- Raffalt, Annette, deutsche Theaterregisseurin
- Raffalt, Ignaz (1800–1857), österreichischer Maler
- Raffalt, Johann Gualbert (1836–1865), österreichischer Maler
- Raffalt, Peter (* 1957), österreichischer Schauspieler, Theaterregisseur, Sprecher und AutorPeter Raffalt (* 1957)

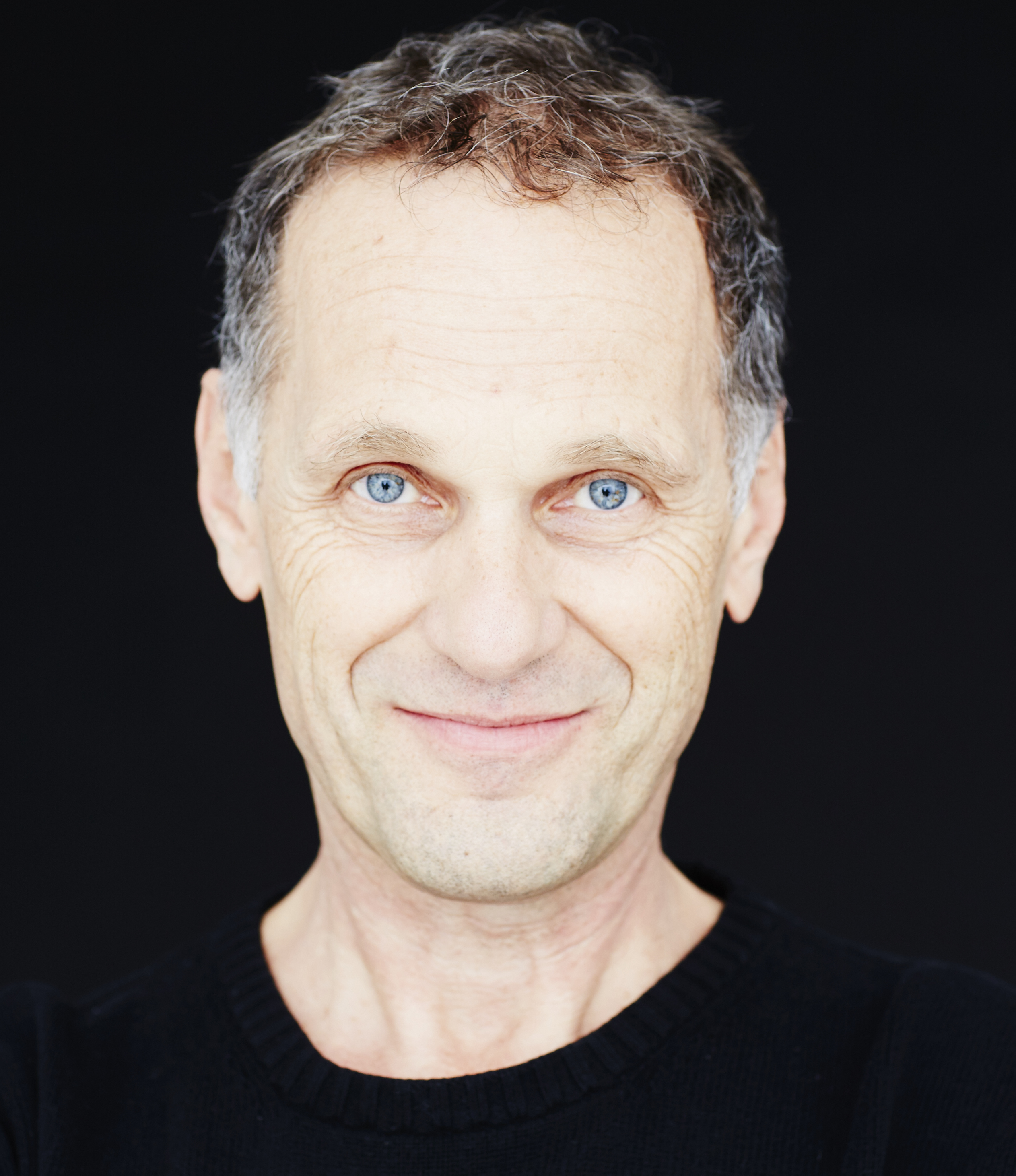
Peter Raffalt (* 1957)

- Raffalt, Reinhard (1923–1976), deutscher Schriftsteller und Journalist
- Raffan, Keith (* 1949), schottischer Politiker (Liberal Democrats), Mitglied des House of Commons
- Raffanini, Piccio (* 1946), italienischer Regisseur
- Raffarin, Jean-Pierre (* 1948), französischer Politiker (UMP), MdEP
- Raffaseder, Hannes (* 1970), österreichischer Sounddesigner und Komponist
- Raffauf, Elisabeth (* 1960), deutsche Psychologin, Journalistin und Publizistin
- Raffauf, Matthias Josef (1798–1873), deutscher Gutsbesitzer und Politiker
- Raffay, Iwa (1881–1948), österreichisch-tschechoslowakische Schauspielerin, Regisseurin, Filmproduzentin und Drehbuchautorin
- Raffé, Rolf (1895–1978), deutscher Filmproduzent, Filmregisseur und Drehbuchautor
- Raffée, Hans (1929–2021), deutscher Hochschullehrer und Betriebswirtschaftler
- Raffeiner, Emanuel (1881–1923), österreichischer Maler
- Raffeiner, Johann Stefan (1785–1861), österreichisch-US-amerikanischer Missionar
- Raffeiner, Josef (1895–1974), italienischer Politiker (Südtirol)
- Raffeiner, Klaus (* 1977), italienischer Badmintonspieler
- Raffeiner, Walter (1947–2009), österreichischer Opernsänger in der Stimmlage Tenor
- Raffel, Felix (* 1983), deutscher Filmkomponist und Pianist
- Raffelhüschen, Bernd (* 1957), deutscher Ökonom
- Raffelhüschen, Claudia (* 1968), deutsche Ökonomin und Politikerin (FDP), MdBClaudia Raffelhüschen (* 1968)

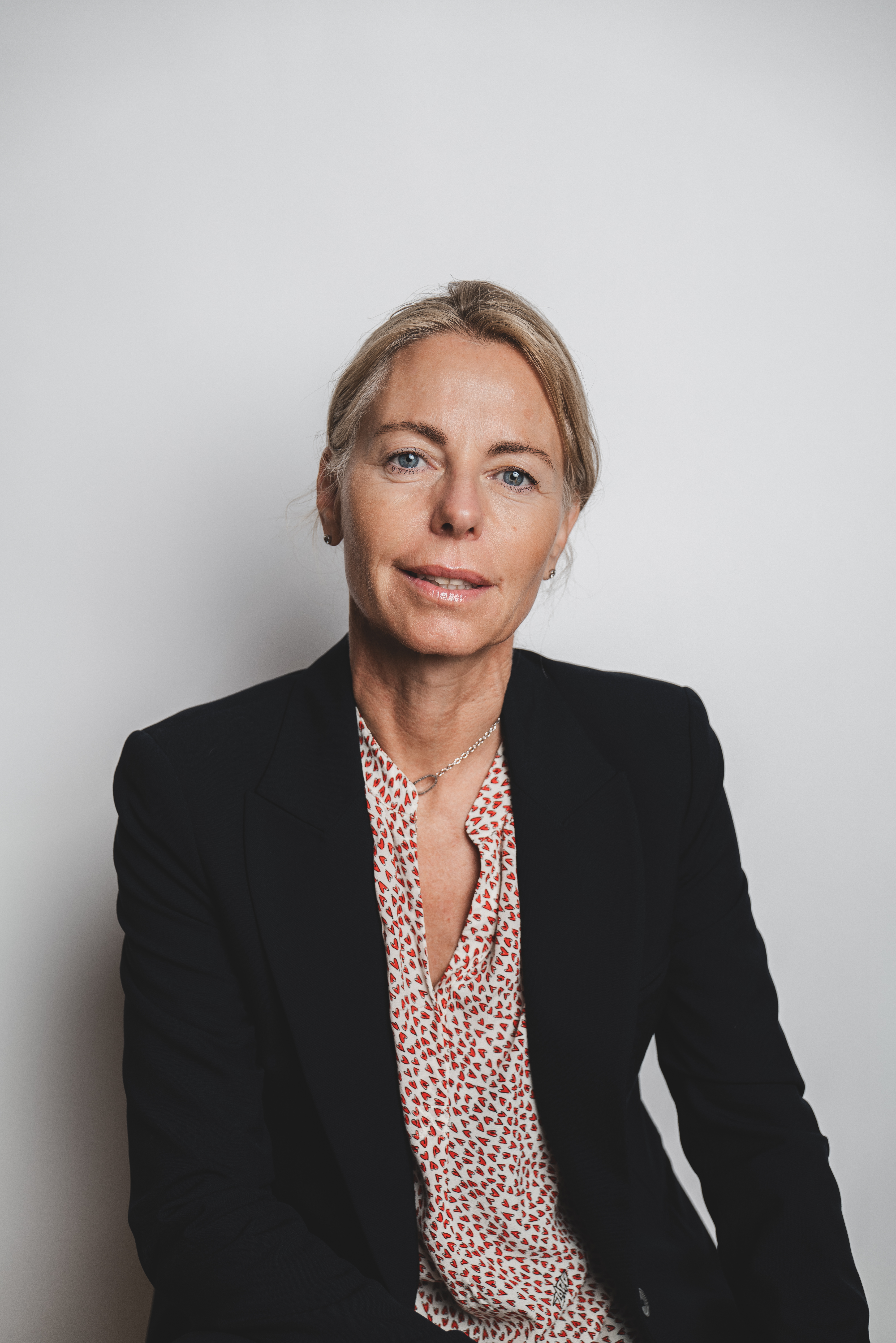
Claudia Raffelhüschen (* 1968)

- Raffelsberger, Adalbero (1907–1952), österreichischer Benediktinermönch und katholischer Theologe
- Raffelsberger, Ernst (* 1961), österreichischer Chorleiter und Kapellmeister
- Raffelsberger, Rudolf (* 1968), österreichischer Politiker (ÖVP), Landtagsabgeordneter
- Raffelsperger, Franz († 1861), österreichischer Geograph, Kartograph und Beamter
- Raffelt, Albert (* 1944), deutscher Bibliothekar und Theologe
- Raffenberg, Willi, deutscher Fußballspieler
- Raffeneau-Delile, Alire (1778–1850), französischer Botaniker
- Raffensperger, Brad (* 1955), US-amerikanischer Politiker (Republikanische Partei)
- Raffer, Harald (* 1956), österreichischer Journalist
- Raffert, Joachim (1925–2005), deutscher Journalist und Politiker (SPD), MdB
- Rafferty, Chips (1909–1971), australischer Schauspieler
- Rafferty, Claire (* 1989), englische Fußballspielerin
- Rafferty, Darren (* 2003), irischer Radrennfahrer
- Rafferty, Gerry (1947–2011), britischer Singer-Songwriter
- Rafferty, John Joseph (1912–1962), irisch-australischer römisch-katholischer Geistlicher, Weihbischof in Perth
- Rafferty, Kevin (1947–2020), US-amerikanischer Kameramann, Regisseur und Produzent
- Rafferty, Laura (* 1996), nordirische Fußballspielerin
- Rafferty, Max, britischer Musiker, Bassist der britischen Indie-Rock-Band The Kooks
- Rafferty, Nathan (* 2000), nordirischer Dartspieler
- Rafferty, Philipp (* 1969), deutsch-irischer Schauspieler und Synchronsprecher
- Rafferty, Ronan (* 1964), nordirischer Berufsgolfer
- Rafferty, Sarah (* 1972), US-amerikanische SchauspielerinSarah Rafferty (* 1972)

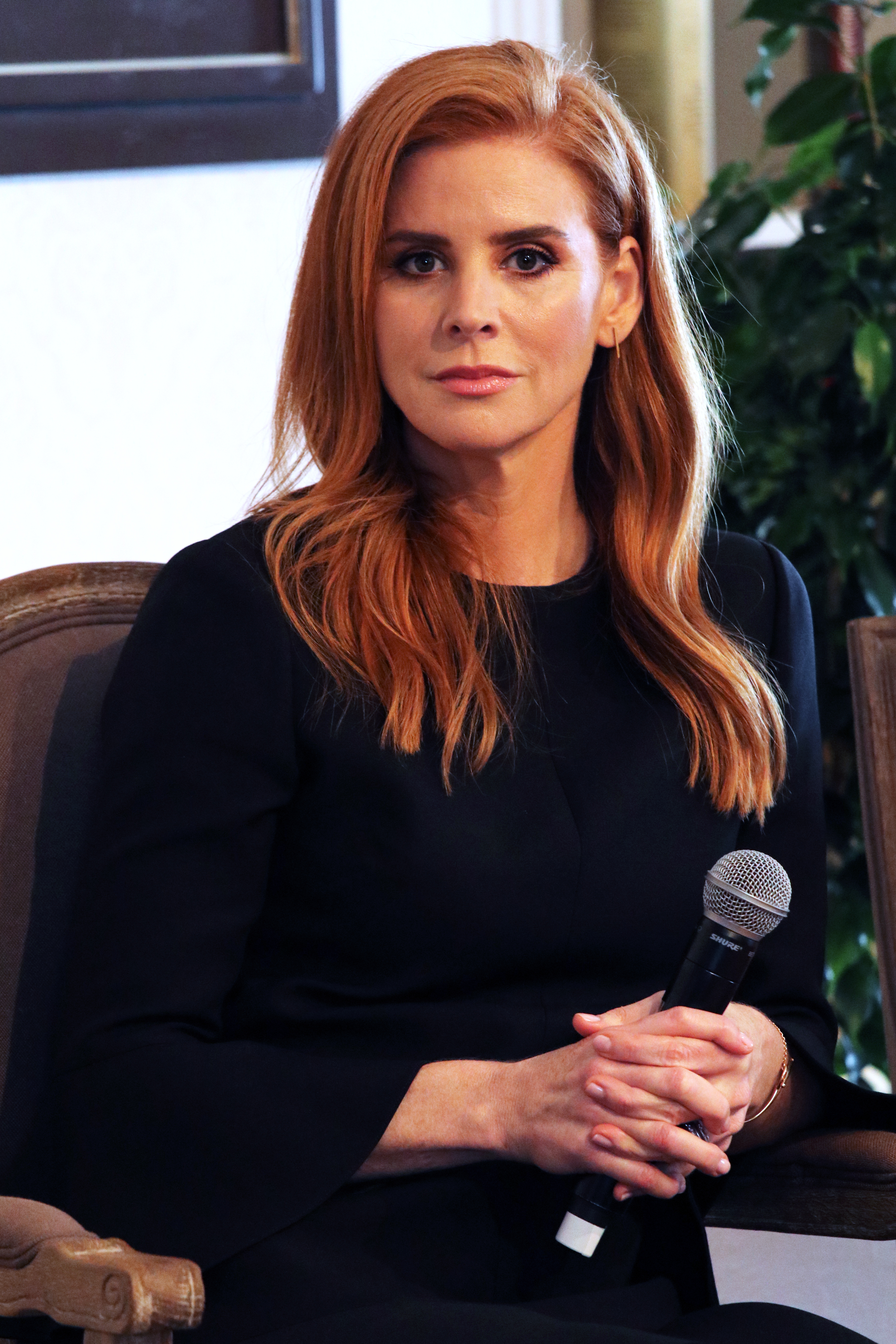
Sarah Rafferty (* 1972)

- Raffetseder, Werner (* 1955), österreichischer Künstler
- Raffi (1835–1888), armenischer Schriftsteller
- Raffi (* 1948), kanadischer Musiker und Komponist
- Raffi, Faizal (* 1996), singapurischer Fußballspieler
- Raffill, Stewart (* 1942), US-amerikanischer Filmregisseur und Drehbuchautor
- Raffin, Deborah (1953–2012), US-amerikanische Schauspielerin
- Raffin, Melvin (* 1998), französischer Leichtathlet
- Raffin, Pierre (1938–2024), französischer Ordensgeistlicher, römisch-katholischer Bischof von Metz
- Raffington, Jermain (* 1985), deutscher Basketballspieler
- Raffington, Justin (* 1991), deutscher Basketballspieler
- Raffinsky, Ladislau (1905–1981), rumänischer Fußballspieler und -trainer
- Raffl, Anton (* 1939), österreichischer Politiker (ÖVP), Mitglied des Bundesrates
- Raffl, Franz (1775–1830), Tiroler Landwirt, Verräter Andreas Hofers
- Raffl, Hansjörg (* 1958), italienischer Rennrodler
- Raffl, Johannes (1858–1927), römisch-katholischer Bischof
- Raffl, Michael (* 1988), österreichischer Eishockeyspieler
- Raffl, Peter (* 1960), österreichischer Eishockeyspieler
- Raffl, Thomas (* 1986), österreichischer Eishockeyspieler
- Raffler, Dieter (* 1942), deutscher Designer und Hochschullehrer
- Raffler, Max (1902–1988), deutscher Maler
- Raffles, Hugh (* 1958), britischer Anthropologe, Hochschullehrer und Autor
- Raffles, Thomas Stamford (1781–1826), Gründer von SingapurThomas Stamford Raffles (1781–1826)

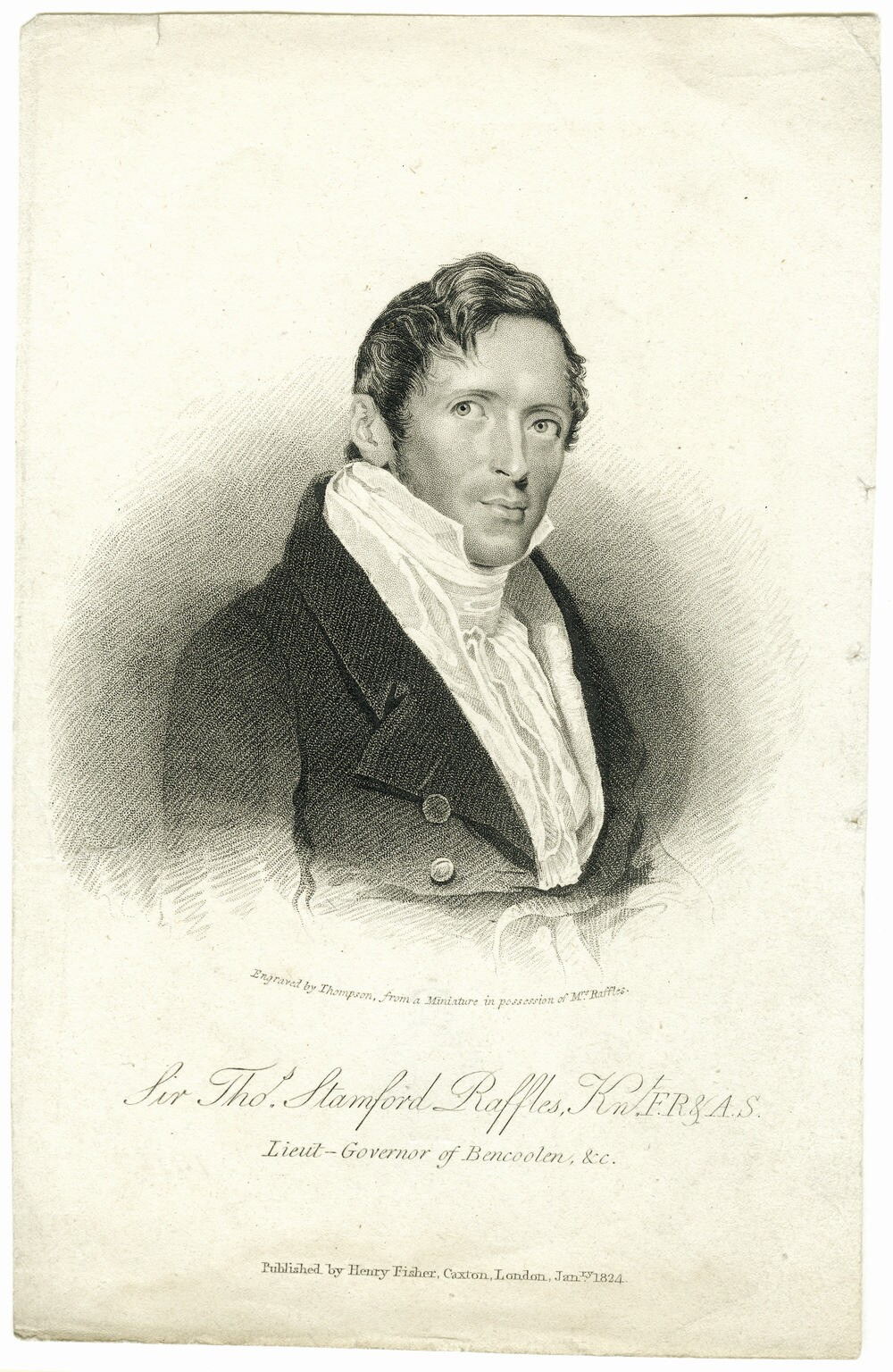
Thomas Stamford Raffles (1781–1826)

- Raffnsøe, Hans Christian (* 1939), dänischer Richter
- Raffo, Juan Carlos (* 1946), uruguayischer Politiker und Schriftsteller
- Raffort, Nicolas (* 1991), französischer Skirennläufer
- Raffoul, Billy (* 1994), kanadischer Singer-Songwriter
- Rafhinha (* 1992), brasilianisch-österreichischer Fußballspieler
- Rafi, Mohammed (1924–1980), indischer Playbacksänger
- Rafi, Samiul Islam (* 2004), bangladeschischer Schwimmer
- Rafia, Hamza (* 1999), tunesischer Fußballspieler
- Rəfibəyov, Xudadat bəy (1878–1920), aserbaidschanischer Arzt, Politiker und Staatsmann
- Rāfiʿī, Mustafā Sādiq ar- (1880–1937), arabischer Poet
- Rafikow, Mars Sakirowitsch (1933–2000), sowjetischer Raumfahreranwärter, Mitglied der ersten Kosmonautengruppe der Sowjetunion
- Rafinesque-Schmaltz, Constantine S. (1783–1840), US-amerikanischer Polyhistor
- Rafinha (* 1982), brasilianischer Fußballspieler
- Rafinha (* 1983), brasilianischer Fußballspieler
- Rafinha (* 1985), brasilianischer FußballspielerRafinha (* 1985)

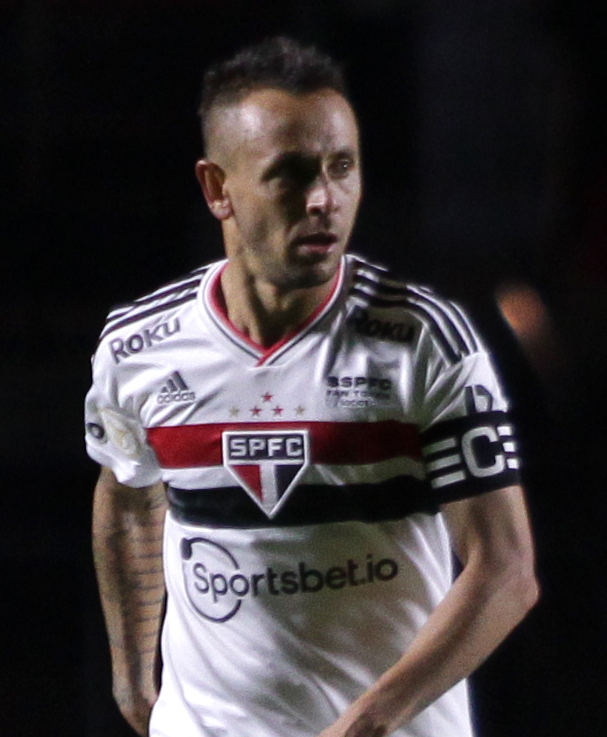
Rafinha (* 1985)

- Rafinha (* 1987), brasilianischer Fußballspieler
- Rafinha (* 1988), brasilianische Fußballspielerin
- Rafinha (* 1993), spanisch-brasilianischer Fußballspieler
- Rafini, Brigi (* 1953), nigrischer Politiker
- Rafiqpoor, Daud (* 1949), afghanischer Geograph
- Rafique, Khawaja Saad (* 1962), pakistanischer Politiker
- Rafiu, Ishaq (* 2000), nigerianischer Fußballspieler
- Rafiy, Pasha (* 1980), luxemburgischer Fotograf und Dokumentarfilmer
- Rafizadeh, Elmira (* 1981), deutsche Schauspielerin iranischer Herkunft
- Räfle, Johann Baptist (1808–1888), Kaufmann und Revolutionär während der badischen Revolution 1848/49
- Rafn, Carl Christian (1795–1864), dänischer Archäologe und altnordischer Philologe
- Rafn, Hardy (1930–1997), dänischer Schauspieler
- Rafn, Lina (* 1976), dänische Popsängerin
- Raforme, Roland (* 1966), seychellischer Boxer
- Rafoss, Erik (* 1984), norwegischer Handballspieler
- Rafoth, Heinz (* 1923), deutscher Oberst a. D. der Bundeswehr und Geheimdienstler
- Rafoth, Rudolf (1911–1964), deutscher Politiker (KPD), MdBB und Gewerkschaftsfunktionär
- Rafreider, Friedrich (1942–2007), österreichischer Fußballspieler
- Rafreider, Roman (* 1969), österreichischer Journalist und FernsehmoderatorRoman Rafreider (* 1969)

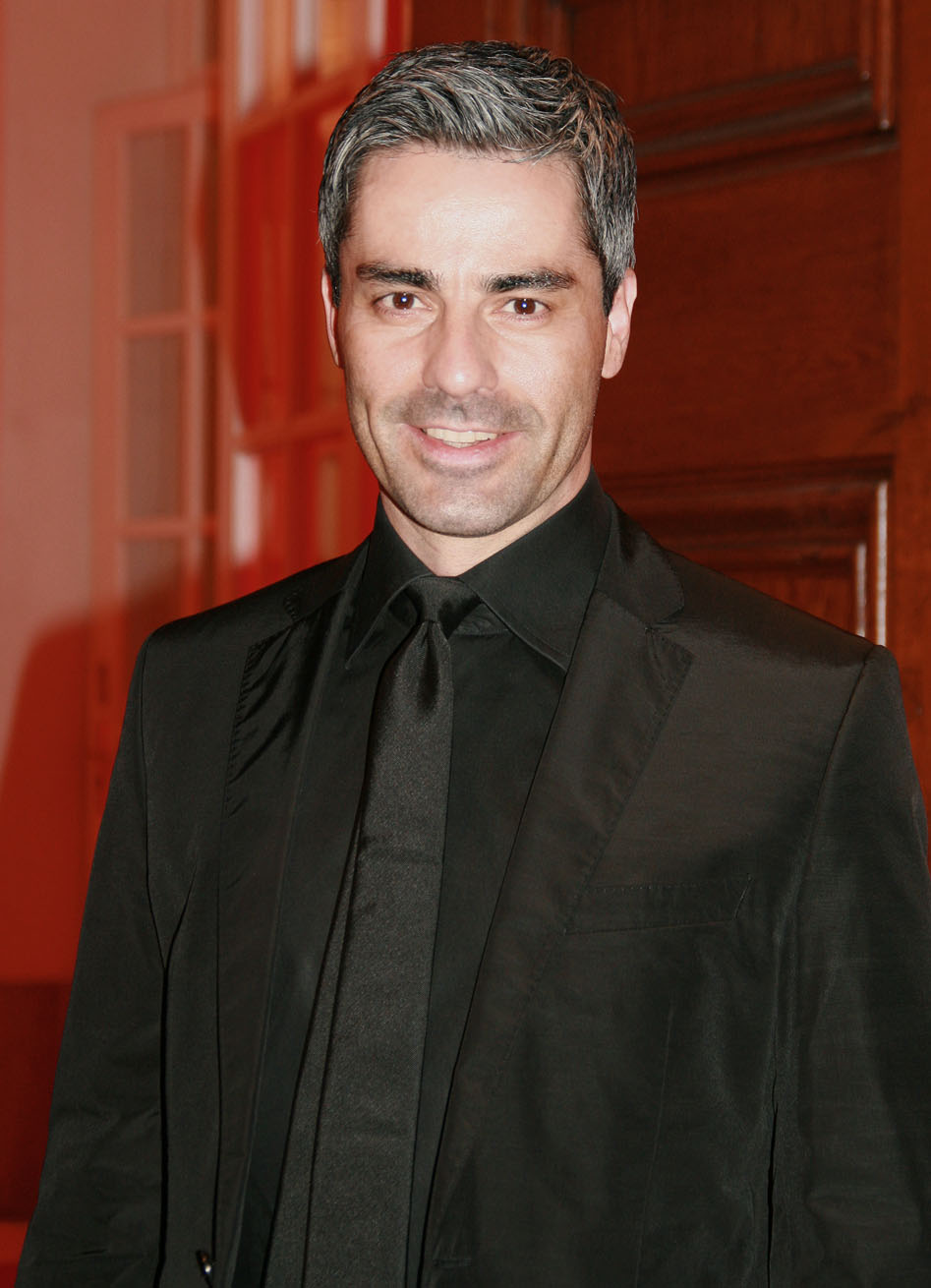
Roman Rafreider (* 1969)

- Rafsandschāni, Ali Akbar Hāschemi (1934–2017), iranischer Geistlicher und Politiker
- Raft, George (1901–1980), US-amerikanischer Schauspieler
- Rafter, Patrick (* 1972), australischer Tennisspieler
- Raftery, Jack (* 2001), irischer Sprinter
- Raftery, Mary (1957–2012), irische Journalistin
- Raftery, Tom (* 1933), irischer Politiker (Fine Gael), MdEP
- Raftis, Bob (* 1946), kanadischer Stabhochspringer
- Raftl, Rudolf (1911–1994), österreichischer Fußballtormann

### Rag
- Rag ’n’ Bone Man (* 1985), britischer Bluessänger und SoulsängerRag ’n’ Bone Man (* 1985)

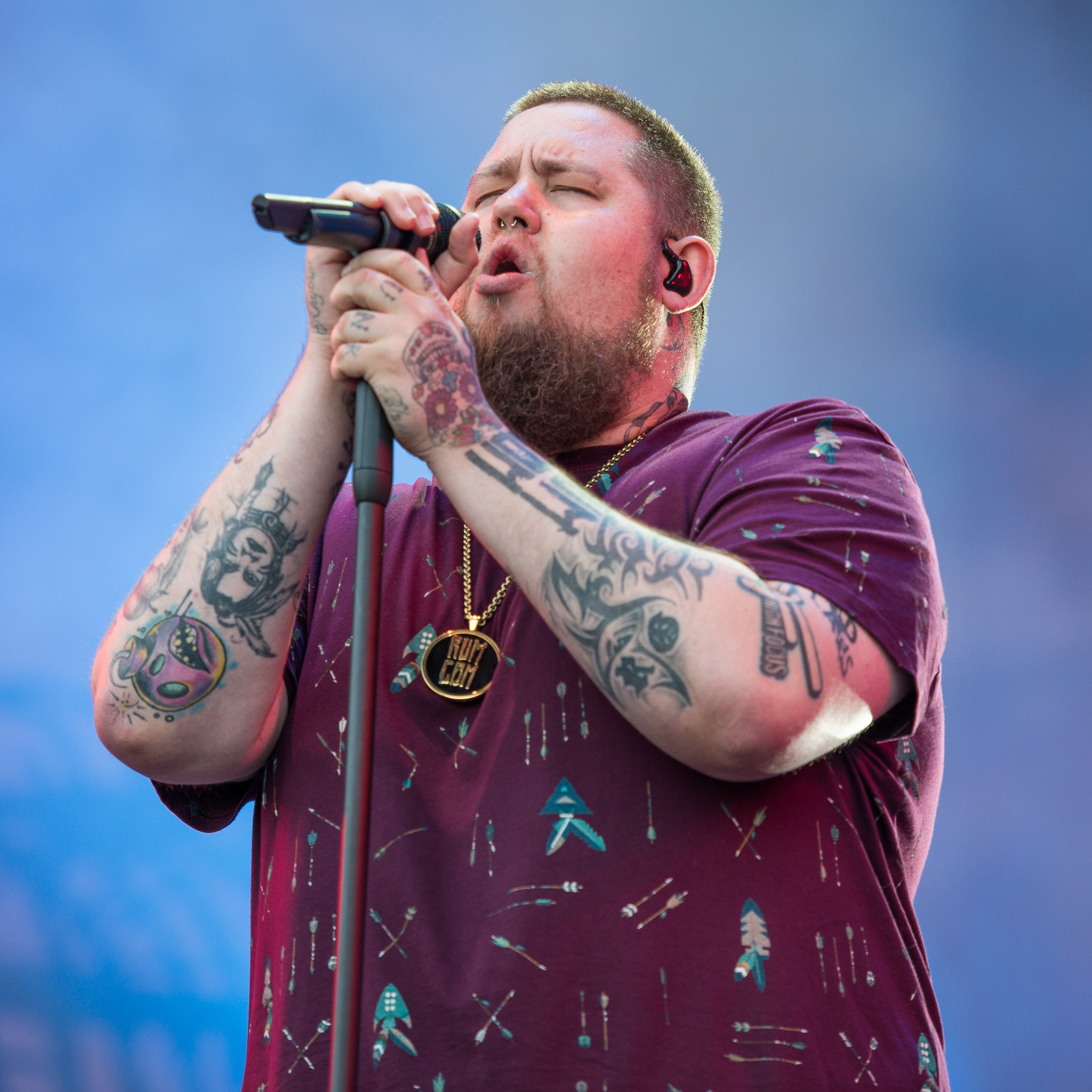
Rag ’n’ Bone Man (* 1985)

- Rag, Harry (* 1959), deutscher Musiker, Filmregisseur, Filmeditor und Filmproduzent
- Ragab, Salah (1935–2008), ägyptischer Militär- und Jazzmusiker
- Ragacs, Ursula (* 1963), österreichische Judaistin
- Ragályi, Elemér (1939–2023), ungarischer Kameramann
- Ragan, Charles (1910–1976), US-amerikanischer Mediziner
- Ragan, Chuck (* 1974), US-amerikanischer Sänger, Songwriter und Gitarrist
- Ragan, David (* 1985), US-amerikanischer Rennfahrer
- Ragan, Duke (* 1997), US-amerikanischer Amateurboxer im Bantamgewicht
- Raganelli, Katja (* 1939), deutsche Regisseurin, Drehbuchautorin und Filmproduzentin
- Raganelli, Susanna (* 1946), italienische Rennfahrerin und Kart-Weltmeisterin
- Raganfrid († 731), fränkischer Hausmeier
- Ragas, Bastiaan (* 1971), niederländischer Sänger, Schauspieler, Musicaldarsteller und ModeratorBastiaan Ragas (* 1971)

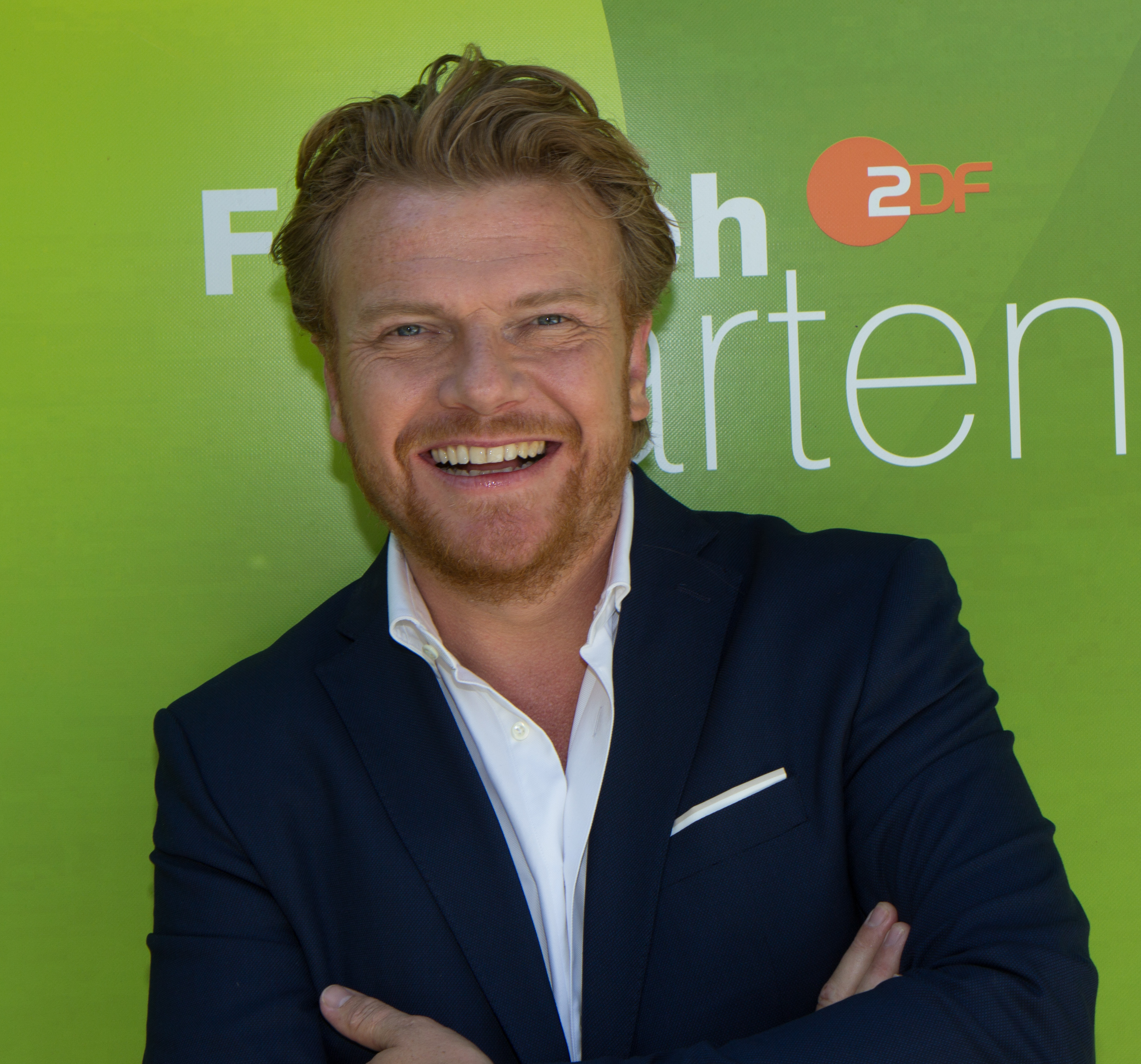
Bastiaan Ragas (* 1971)

- Ragas, Henry (1898–1919), US-amerikanischer Jazz-Pianist und Komponist
- Ragas, Roef (1965–2007), niederländischer Schauspieler
- Ragas, Tooske (* 1974), niederländische Fernsehmoderatorin
- Ragati, Manfred (1938–2023), deutscher Jurist
- Ragaz, Clara (1874–1957), Schweizer Frauenrechtlerin und Friedensaktivistin
- Ragaz, Georg (1857–1909), Schweizer Zimmermann und Baumeister
- Ragaz, Jakob (1846–1922), Schweizer Architekt
- Ragaz, Leonhard (1868–1945), evangelisch-reformierter Theologe, Pfarrer, Professor für Systematische und Praktische Theologie und Mitbegründer der religiös-sozialen Bewegung in der Schweiz
- Ragazzi, Angelo († 1750), italienischer Violinist und Komponist
- Ragazzi, Renzo (1929–2010), italienischer Dokumentarfilmer und Regieassistent
- Ragazzini, John Ralph (1912–1988), US-amerikanischer Elektronikingenieur
- Ragde, Anne B. (* 1957), norwegische Schriftstellerin
- Rage, Act of (* 1994), niederländischer Raw Hardstyle-DJ und -Produzent
- Ragelli, Hugo (* 1995), brasilianischer Fußballspieler
- Ragen, James Matthew (1880–1946), US-amerikanischer Geschäftsmann und Mobster
- Ragendorfer, Florian (* 1993), österreichischer Sänger
- Rager, Günter (* 1938), Schweizer Mediziner, Philosoph und Hochschullehrer
- Rager, Günther (* 1943), deutscher Zeitungsforscher
- Rager, Simon (* 2000), deutscher Organist und Kirchenmusiker
- Rager, Wilhelm (* 1941), österreichischer Schriftsteller
- Ragettli, Andreas (1756–1812), Schweizer Offizier
- Ragettli, Andri (* 1998), Schweizer Freestyle-Skisportler
- Raggan, Hans, deutscher Spieleautor
- Raggatt, Harold (1900–1968), australischer Geologe
- Raggautz, Herbert (1928–2019), österreichischer Bauingenieur, Beamter und Fußballfunktionär
- Raggenbass, Otto (1905–1965), Schweizer Pädagoge und Kommunalpolitiker
- Ragger, Christian (* 1973), österreichischer Politiker (FPK, BZÖ, BZÖ), Landtagsabgeordneter
- Ragger, Gernot (* 1959), österreichischer Schriftsteller und Verleger
- Ragger, Markus (* 1988), österreichischer SchachspielerMarkus Ragger (* 1988)

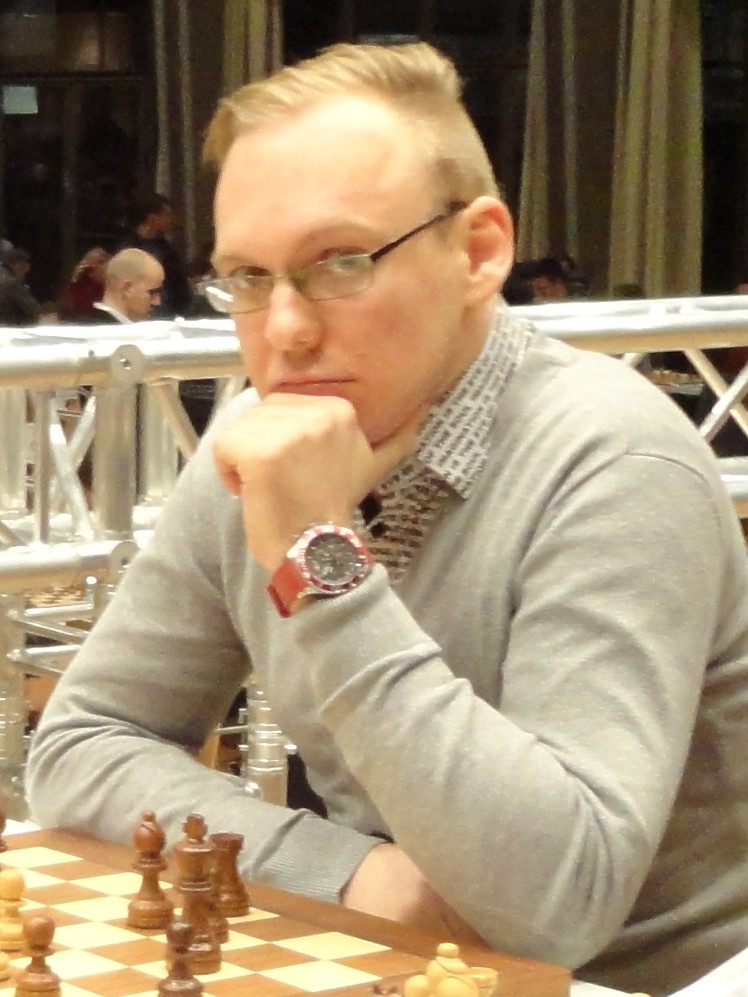
Markus Ragger (* 1988)

- Raggett, Dave (* 1955), britischer Informatiker
- Ragghianti, Carlo Ludovico (1910–1987), italienischer Kunsthistoriker und Kunstkritiker
- Raggi, Andrea (* 1984), italienischer Fußballspieler
- Raggi, Angelica (* 1998), italienische Tennisspielerin
- Raggi, Antonio (1624–1686), italienischer Bildhauer des römischen Barock
- Raggi, Lorenzo (1615–1687), italienischer Kardinal
- Raggi, Olindo (1896–1926), italienischer Motorradrennfahrer
- Raggi, Ottaviano (1592–1643), italienischer Kardinal und Bischof
- Raggi, Reena (* 1951), US-amerikanische Juristin
- Raggi, Virginia (* 1978), italienische Rechtsanwältin und Politikerin (M5S)Virginia Raggi (* 1978)

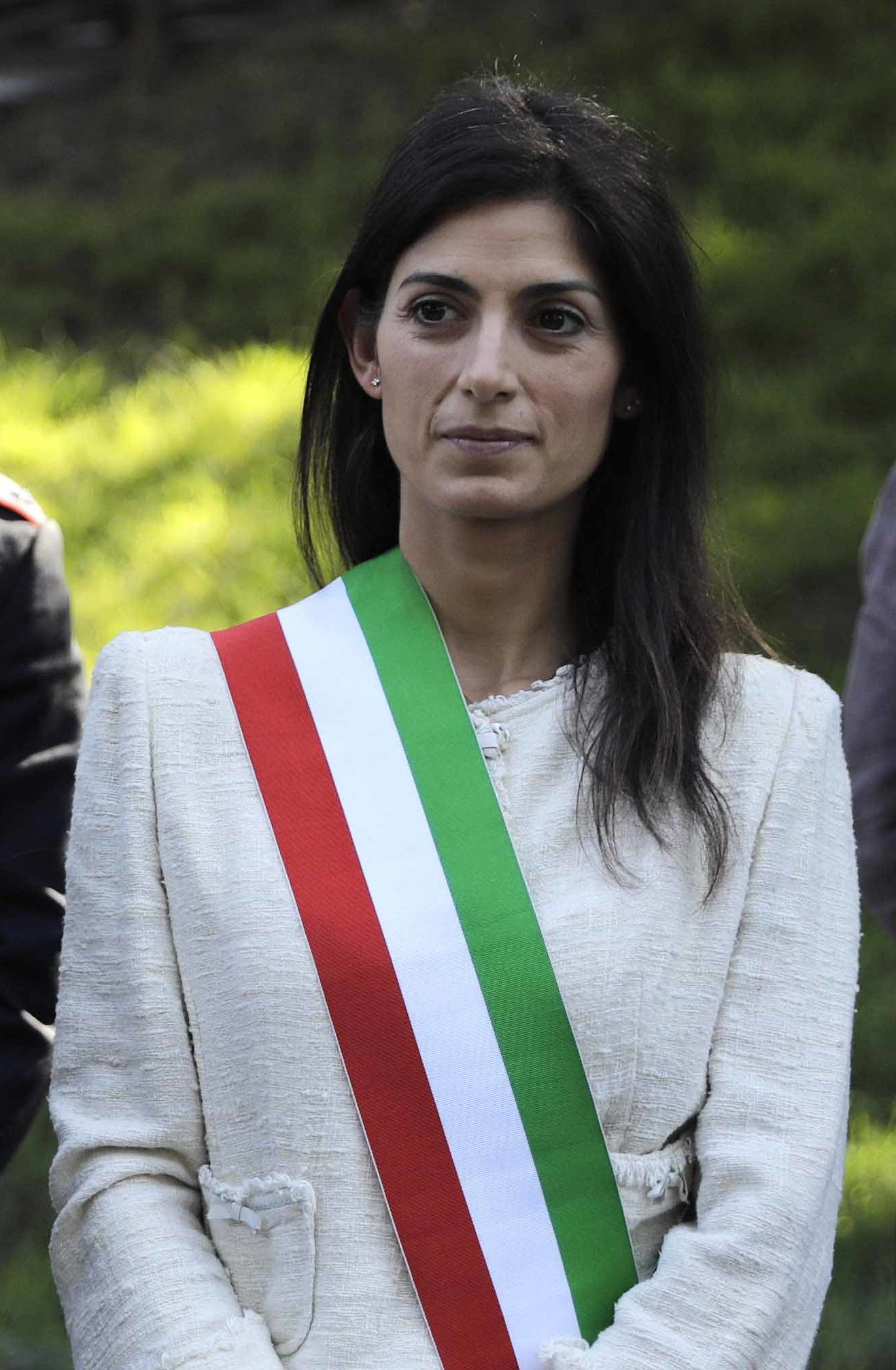
Virginia Raggi (* 1978)

- Raggi, Zenza (* 1970), marokkanisch-deutscher Pornodarsteller und Regisseur
- Ragginger, Martin (* 1988), österreichischer Automobilrennfahrer
- Raggio di Luna (* 1963), Popsängerin
- Raggio, William (1926–2012), US-amerikanischer Staatsanwalt und Politiker
- Raggl, Gregor (* 1992), österreichischer Mountainbiker
- Raggl, Peter (* 1968), österreichischer Politiker (ÖVP), Mitglied des Bundesrates
- Raghavachari, Krishnan (* 1953), indischer Chemiker
- Raghavan, Anu (* 1993), indische Hürdenläuferin
- Raghavan, Harish (* 1982), US-amerikanischer Jazzmusiker (Kontrabass)
- Raghavan, Jishnu (1979–2016), indischer Schauspieler
- Raghavan, N. (1900–1977), indischer Diplomat
- Raghavan, Nirupama (1940–2007), indische Astrophysikerin und Hochschullehrerin
- Raghavendra, B. Y. (* 1973), indischer Politiker
- Raghd, Sängersklavin
- Ragheb, Osman (1926–2024), ägyptisch-französischer Schauspieler, Synchronsprecher, Synchronautor und Synchronregisseur
- Raghid al-Tatari (* 1954), syrischer Militärpilot
- Raghu Vira (1902–1963), indischer Indologe und Politiker
- Raghunathan, M. S. (* 1941), indischer Mathematiker
- Raghunathan, Mahaveer (* 1998), indischer Automobilrennfahrer
- Ragimow, Wugar (* 1986), ukrainischer Ringer
- Ragin, Hugh (* 1951), US-amerikanischer Trompeter (Trompete, Piccolo-Trompete, Flügelhorn) des Creative Jazz
- Ragin, John S. (1929–2013), US-amerikanischer Schauspieler
- Raginis, Władysław (1908–1939), polnischer HauptmannWładysław Raginis (1908–1939)

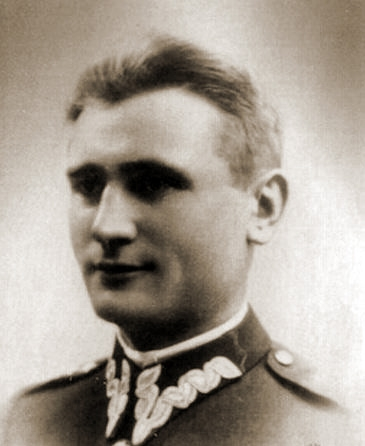
Władysław Raginis (1908–1939)

- Raginpert († 701), König der Langobarden
- Raglan, Herb (* 1967), kanadischer Eishockeyspieler
- Ragland, Joe (* 1989), US-amerikanisch-liberianischer Basketballspieler
- Ragland, Robert O. (1931–2012), US-amerikanischer Filmkomponist
- Raglin, Junior (1917–1955), US-amerikanischer Jazz-Bassist
- Raglovich, Clemens von (1766–1836), bayrischer General der Infanterie und Kriegsminister
- Ragna Árnadóttir (* 1966), isländische Politikerin
- Ragna Ingólfsdóttir (* 1983), isländische Badmintonspielerin
- Ragnachar, fränkischer Kleinkönig (regulus)
- Ragnacharius, Bischof von Augst und Basel
- Ragnar Arnalds (1938–2022), isländischer Politiker und Autor
- Ragnar Axelsson (* 1958), isländischer Fotograf
- Ragnar Bragason (* 1971), isländischer Regisseur, Produzent und Drehbuchautor
- Ragnar Eiríksson, isländischer Chefkoch
- Ragnar Jóhannsson (* 1990), isländischer Handballspieler
- Ragnar Jónasson (* 1976), isländischer Schriftsteller
- Ragnar Kjartansson (1923–1988), isländischer Bildhauer und Keramiker
- Ragnar Kjartansson (* 1976), isländischer Performancekünstler, Maler, Bildhauer und Musiker (Mitglied der Gruppe Trabant)
- Ragnar Lodbrok († 845), dänischer und schwedischer König
- Ragnar Óskarsson (* 1978), isländischer Handballspieler
- Ragnar Sigurðsson (* 1986), isländischer Fußballspieler
- Ragnar Sveinsson (* 1994), isländischer Fußballspieler
- Ragnarsson, Jörgen (* 1954), schwedischer Segler
- Ragnarsson, Julia (* 1992), schwedische SchauspielerinJulia Ragnarsson (* 1992)

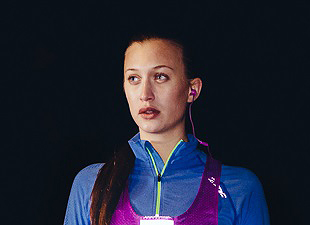
Julia Ragnarsson (* 1992)

- Ragnarsson, Marcus (* 1971), schwedischer Eishockeyspieler und -trainer
- Ragnheiður Elín Árnadóttir (* 1967), isländische Politikerin (Unabhängigkeitspartei)
- Ragnheiður Jónsdóttir (1646–1715), isländische Gestalterin von Stickmotiven, Frau des Bischofs Gísli Þorláksson
- Ragnheiður Ragnarsdóttir (* 1984), isländische Schauspielerin
- Ragnheiður Ríkharðsdóttir (* 1949), isländische Politikerin (Unabhängigkeitspartei)
- Ragnhild von Norwegen (1930–2012), norwegische Adelige, Prinzessin von NorwegenRagnhild von Norwegen (1930–2012)

Ragnhild von Norwegen (1930–2012)

- Ragnhildr Eiríksdóttir, Tochter König Horiks II. und seiner Frau Gísla von Haithabu
- Ragnhildur Helgadóttir (1930–2016), isländische Politikerin
- Ragnhildur Rósa Guðmundsdóttir (* 1984), isländische Handballspielerin
- Ragnhildur Steinunn Jónsdóttir (* 1981), isländische Fernsehmoderatorin
- Ragni, Elio (1910–1998), italienischer Leichtathlet
- Ragni, Gerome (1942–1991), US-amerikanischer Schauspieler, Autor und Maler
- Ragni, Valentino (* 1935), Schweizer Komponist, Pianist und Musikpädagoge
- Ragnitz, Joachim (* 1960), deutscher Wirtschaftswissenschaftler
- Ragno, Saverio (1902–1969), italienischer Fechter und Olympiasieger
- Ragno-Lonzi, Antonella (* 1940), italienische Fechterin
- Ragnotti, Jean (* 1945), französischer Autorennfahrer
- Ragnow, Frank (* 1996), US-amerikanischer American-Football-Spieler
- Ragnvald, schottischer Geistlicher
- Ragnvald, schwedischer König
- Ragnvald I. († 1229), König von Man und der Inseln
- Ragnvald II. († 1249), König von Man und der Inseln
- Ragnvaldr Ingvarsson, schwedischer Waräger in byzantinischen Diensten
- Rágóczy, Joachim (1895–1975), deutscher Maler, Graphiker und Bibliothekar
- Ragon, Félix (1795–1872), französischer Historiker
- Ragon, Heartsill (1885–1940), US-amerikanischer Politiker
- Ragon, Michel (1924–2020), französischer libertärer Schriftsteller, Kunst- und Literaturkritiker
- Ragona, Ubaldo (1916–1987), italienischer Filmregisseur
- Ragone, David V. (1930–2023), US-amerikanischer Metallurg
- Ragonese, Isabella (* 1981), italienische SchauspielerinIsabella Ragonese (* 1981)

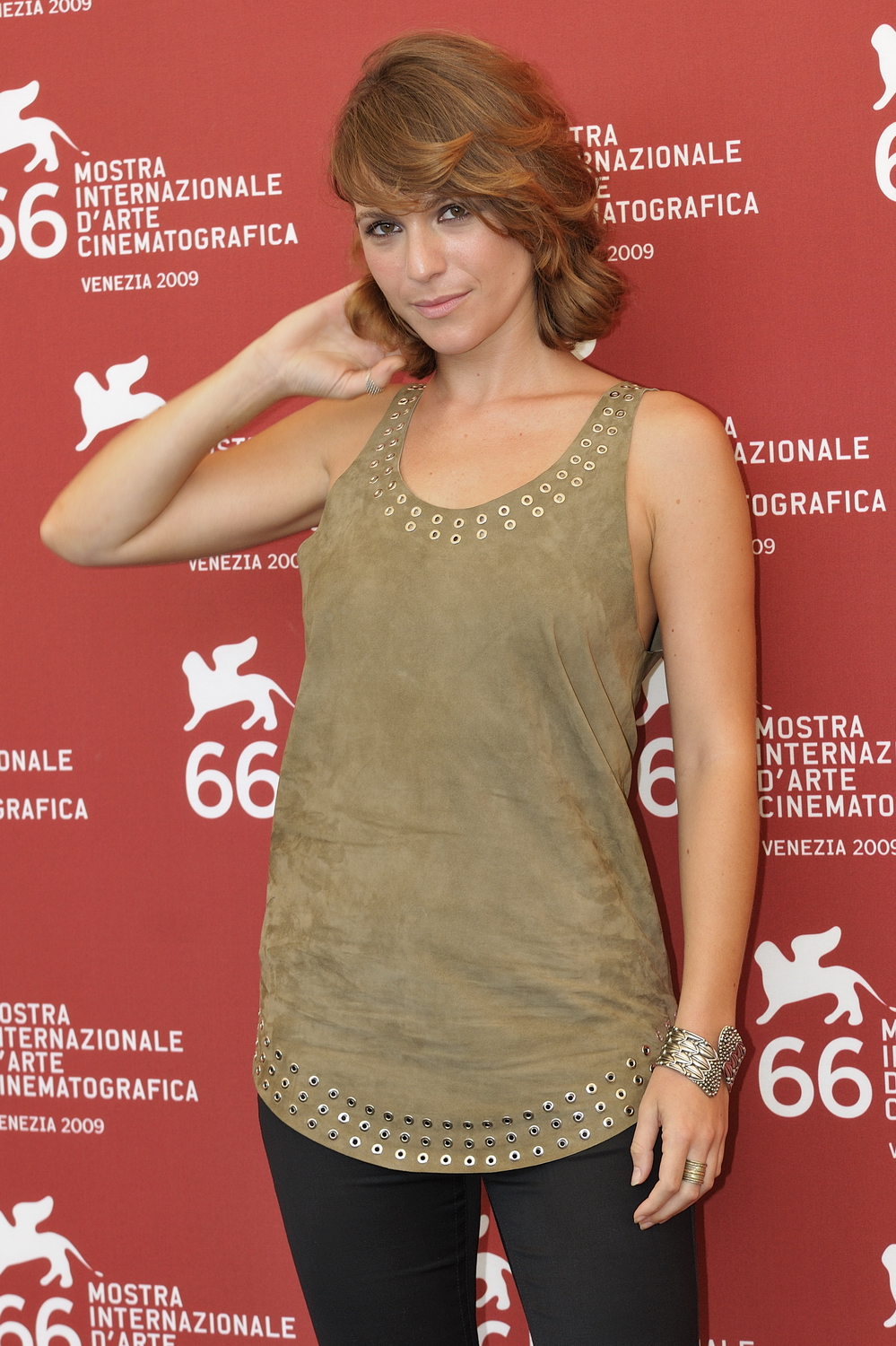
Isabella Ragonese (* 1981)

- Ragonese, Marita (* 1957), deutsche Schauspielerin und Theaterpädagogin (BuT)
- Ragonesi, Francesco (1850–1931), italienischer Kardinal der römisch-katholischen Kirche
- Ragonesi, Remigio (1921–2000), italienischer römisch-katholischer Geistlicher und Bischof
- Ragonius Erotianus, Publius, römischer Maler der Kaiserzeit
- Ragonius Venustus, römischer Konsul 240
- Ragor, Johannes Huldrich (1534–1604), Schweizer reformierter Theologe und Geistlicher
- Ragosa, Alexander Franzewitsch (1858–1919), russischer General im Ersten Weltkrieg
- Ragosin, Roman (* 1993), kasachischer Skilangläufer
- Ragosin, Wjatscheslaw Wassiljewitsch (1908–1962), sowjetischer Schachmeister
- Ragosina, Natalja Jurjewna (* 1976), russische Boxerin
- Ragossnig, Konrad (1932–2018), österreichischer Gitarrist und Lautenist
- Ragot, André (1909–1954), französischer Widerstandskämpfer
- Ragot, Emmeline (* 1986), französische Mountainbikerin
- Ragot, Olivier (* 1981), französischer Straßenradrennfahrer
- Ragotzky, Carl August († 1823), deutscher evangelischer Geistlicher
- Ragotzky, Karl Otto (1928–1986), deutscher Schauspieler, Theaterregisseur, Hörspielsprecher und -autor
- Ragousis, Giannis (* 1965), griechischer Politiker
- Ragovoy, Jerry (1930–2011), US-amerikanischer Songwriter und Musikproduzent
- Ragragui, Mohammed Al- (* 1976), marokkanischer Radrennfahrer
- Rags, Ēriks (* 1975), lettischer Speerwerfer
- Ragsdale, Carl V. (1925–2003), US-amerikanischer Berufsoffizier und Filmproduzent
- Ragsdale, J. Willard (1872–1919), US-amerikanischer Politiker
- Ragsdale, Virginia (1870–1945), US-amerikanische Mathematikerin
- Ragsdale, William (* 1961), US-amerikanischer SchauspielerWilliam Ragsdale (* 1961)

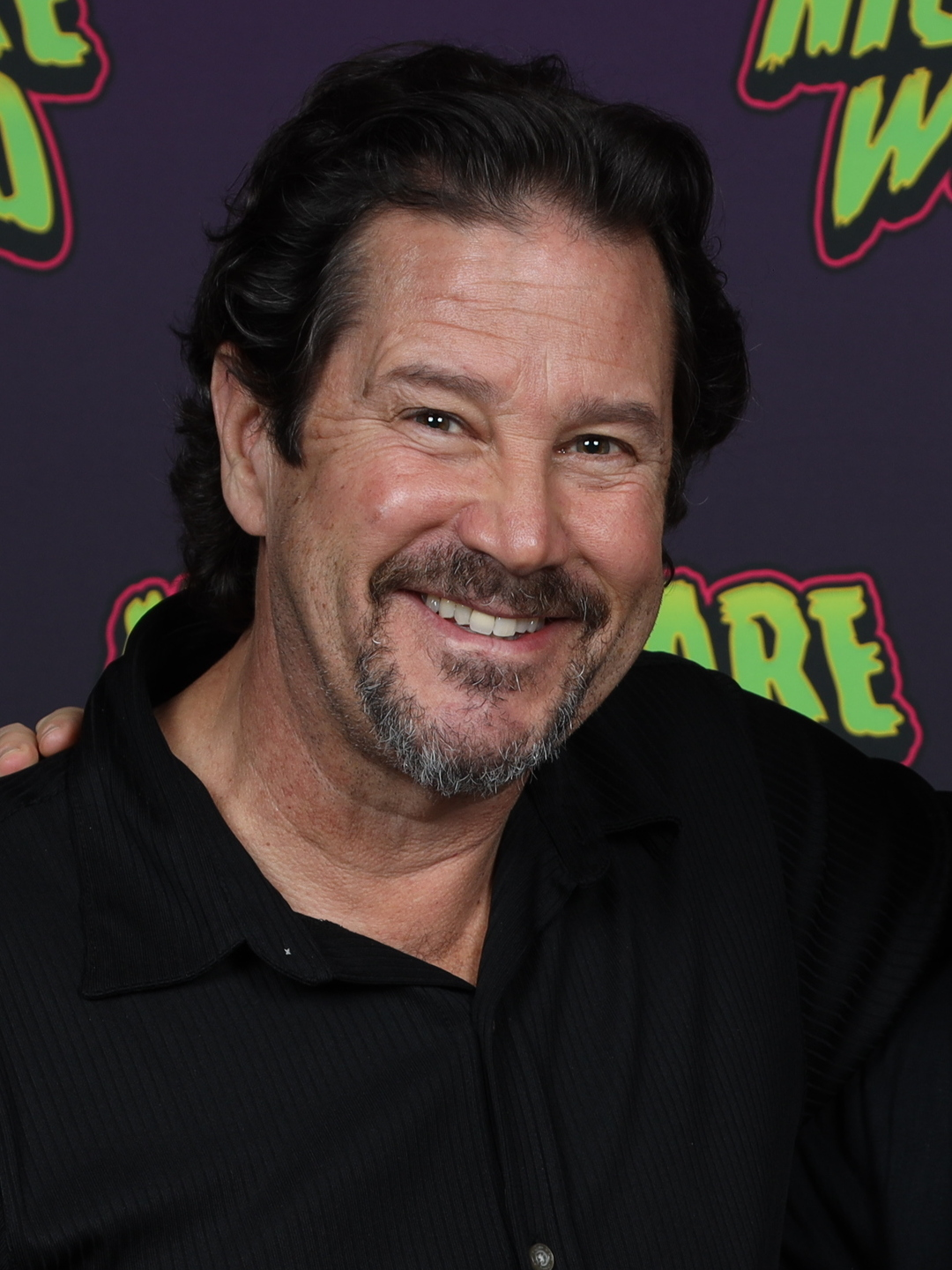
William Ragsdale (* 1961)

- Ragtschaagiin, Anchnjam (* 1981), mongolische Schauspielerin
- Ragu, Priya (* 1985), sri-lankisch-schweizerische Asian-Pop-Sängerin
- Ragué, Beatrix von (1920–2006), deutsche Kunsthistorikerin
- Ragued, Hocine (* 1983), französisch-tunesischer Fußballspieler
- Ragueneau, Gaston (1881–1978), französischer Langstreckenläufer
- Raguenet, François († 1722), französischer Historiker und Musikwissenschaftler
- Raguenet, Nicolas (1715–1793), französischer Landschaftsmaler (Stadtansichten von Paris)
- Ragues, Pierre (* 1984), französischer Autorennfahrer
- Raguib, Sally (* 1996), dschibutische Judoka
- Raguin, Eugène (1900–2001), französischer Geologe
- Raguin, Louis, französischer Fußballschiedsrichter
- Raguin, Yves (1912–1998), französischer Sinologe und Jesuit
- Ragulin, Alexander Pawlowitsch (1941–2004), sowjetischer Eishockeyspieler
- Ragulskytė-Markovienė, Rasa (* 1976), litauische Richterin, Umweltrechtlerin und Professorin
- Ragusa, Cinzia (* 1977), italienische Wasserballspielerin
- Ragusa, Giambattista († 1727), italienischer Bildhauer des Barock
- Ragusa, Katia (* 1997), italienische Radrennfahrerin
- Ragusa, Vincenzo (1841–1927), italienischer Bildhauer
- Raguse, Elmer (1901–1972), US-amerikanischer Tontechniker
- Raguse, Hartmut (* 1941), deutscher Theologe und Psychoanalytiker
- Raguse, Mex (* 1999), deutscher HandballspielerMex Raguse (* 1999)

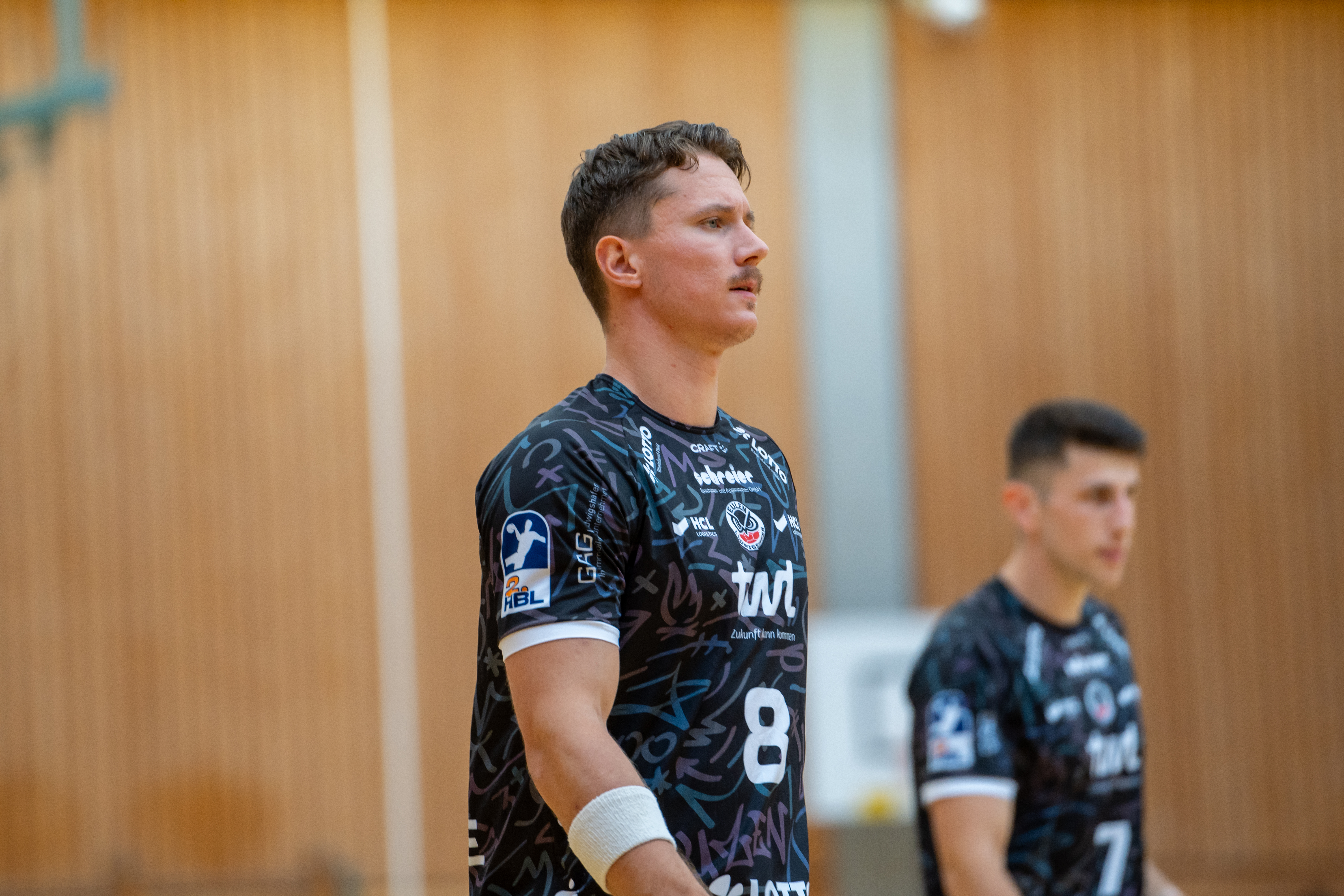
Mex Raguse (* 1999)

- Raguso, Nicolás (* 1992), uruguayischer Fußballspieler
- Raguž, Marko (* 1998), österreichischer Fußballspieler
- Raguž, Robert (* 1990), kroatischer Tennisspieler
- Ragwitz, Erhard (1933–2017), deutscher Komponist und Hochschullehrer
- Ragwitz, Renate (* 1951), Historikerin und Stadtführerin in Weimar
- Ragwitz, Ursula (1928–2020), deutsche Politikerin (SED), Abteilungsleiterin des Zentralkomitees der SED in der DDR
- Ragwitz, Wolf, kursächsischer Beamter

### Rah
- Rah Digga (* 1974), US-amerikanische Rapperin

#### Raha
- Raha, Arup (* 1954), indischer General und Chef des Stabes der Luftstreitkräfte Indiens
- Rahadian, Reza (* 1987), indonesischer Schauspieler
- Rahal, Bobby (* 1953), US-amerikanischer RennfahrerBobby Rahal (* 1953)

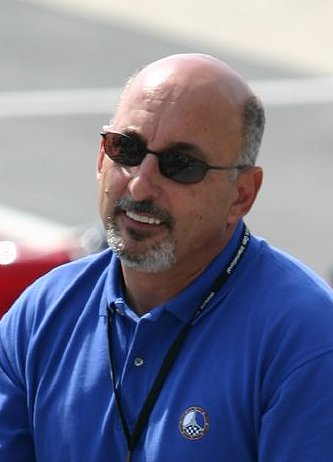
Bobby Rahal (* 1953)

- Rahal, Elias (* 1942), libanesischer Ordensgeistlicher, melkitisch griechisch-katholischer Erzbischof von Baalbek
- Rahal, Graham (* 1989), US-amerikanischer Automobilrennfahrer
- Rahall, Nick (* 1949), US-amerikanischer Politiker
- Rahamägi, Hugo Bernhard (1886–1941), estnischer Theologe und Politiker, Mitglied des Riigikogu
- Rahanitraniriana, Monica (* 1970), madagassische Sprinterin
- Rahardt, Friedrich (1920–1996), deutscher Politiker (CDU), MdHB und Rechtsanwalt
- Rahardt, Inken, deutsche Intendantin, Regisseurin, Autorin und Opernsängerin (Sopran)
- Rahardt, Olaf (* 1965), deutscher Marinemaler
- Rahardt-Vahldieck, Susanne (1953–2008), deutsche Juristin, Rechtsanwältin, Richterin am Hamburgischen Verfassungsgericht, Politikerin (CDU), MdHB, MdB
- Raharilamboniaina, Marie Fabien (* 1968), madagassischer Ordensgeistlicher, römisch-katholischer Bischof von Morondava
- Raharimanana, Jean-Luc (* 1967), Schriftsteller
- Raharolahy, Agnès (* 1992), französische Leichtathletin
- Rahav, Amit (* 1995), israelischer Schauspieler
- Rahav, Bar (1993–2014), israelischer Wasserballer
- Rahayu, Apriyani (* 1998), indonesische Badmintonspielerin

#### Rahb
- Rahbani, Ziad (1956–2025), libanesischer Komponist, Pianist, Songwriter und TheaterautorZiad Rahbani (1956–2025)

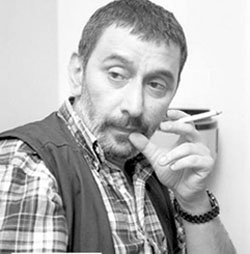
Ziad Rahbani (1956–2025)

- Rahbar, Behrouz (1945–2019), iranischer Radrennfahrer
- Rahbar, Cyrus (* 1971), deutscher Schauspieler
- Rahbar, Fatemeh († 2020), iranische Politikerin
- Rahbari, Ali (* 1948), iranischer Dirigent
- Rahbek, Kamma (1775–1829), dänische Salonnière
- Rahbek, Knud Lyne (1760–1830), dänischer Dichter

#### Rahd
- Rahde, Erich tho (1875–1927), deutscher Offizier, Verwaltungs- und Bankjurist
- Rahden, Alexander von (1859–1920), kurländischer Landbotenmarschall und Landesbevollmächtigter
- Rahden, Jenny von († 1921), deutsche Kunstreiterin, Schriftstellerin und Sängerin
- Rahden, Till van (* 1967), deutscher Historiker
- Rahden, Wilhelm von (1790–1860), deutscher Offizier und Schriftsteller
- Rahdjian, Arpiné, österreichische Opernsängerin (Sopran)
- Rahdjian, Heribert (* 1936), österreichischer Politiker

#### Rahe
- Rahe, Bernhard W. (* 1954), deutscher Autor, Kleinbühnenkünstler und Architekt
- Rahe, Detlef (* 1964), deutscher Designer und Hochschullehrer
- Rahe, Ernst-Wilhelm (* 1958), deutscher Politiker (SPD), MdL
- Rahe, Friedrich Wilhelm (1888–1949), deutscher Tennis- und Hockeyspieler
- Rahe, Hermann (1913–1998), deutscher Ministerialbeamter
- Rahe, Horst (* 1939), deutscher Unternehmer
- Rahe, Thomas (* 1957), deutscher Historiker, wissenschaftlicher Leiter der KZ-Gedenkstätte Bergen-Belsen
- Raheb, Mitri (* 1962), palästinensischer Gründer und Direktor des Internationalen Begegnungszentrums in Bethlehem, evangelischer PfarrerMitri Raheb (* 1962)

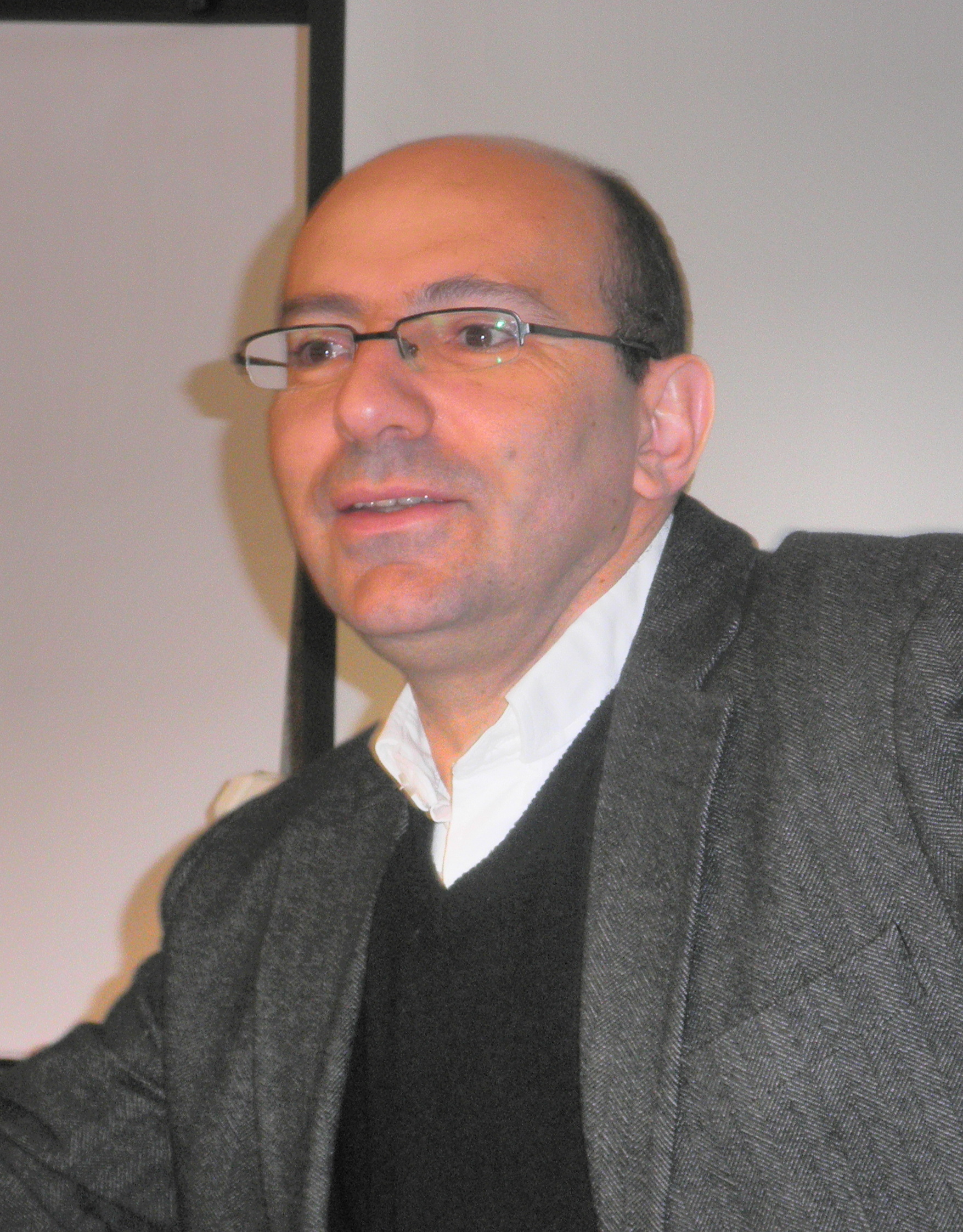
Mitri Raheb (* 1962)

- Raheb, Viola (* 1969), palästinensische Friedensaktivistin und lutherische Theologin
- Rahel (* 1995), österreichische Musikerin
- Rahel la Fermosa († 1195), Mätresse von König Alfons VIII. von Kastilien
- Rahemipour, Patricia (* 1972), deutsche Museologin
- Rahemipour, Raheleh, iranische Menschenrechtsaktivistin
- Raheriharimanana, Stéphan (* 1993), madagassischer Fußballspieler
- Rahewin, Schreiber und Notar des Bischofs Otto von Freising

#### Rahh
- Rahho, Paulos Faraj (* 1942), irakischer Geistlicher, Erzbischof der Erzeparchie Mosul

#### Rahi
- Rahić, Elvira (* 1975), bosnische Pop- und Turbofolk-Sängerin
- Rahier, Gaston (1947–2005), belgischer Motocrossfahrer
- Rahier, Martine (* 1954), schweizerisch-belgische Entomologin und Ökologin
- Rahilou, Khalid (* 1966), französischer Boxer marokkanischer Herkunft im Halbweltergewicht
- Rahim, Sklavin und Konkubine
- Rahim, Danny (* 1986), britischer Schauspieler
- Rahim, Emmanuel (1934–2022), US-amerikanischer Jazzmusiker (Perkussion)
- Rahim, Haroon (* 1949), pakistanischer Tennisspieler
- Rahim, Maizurah Abdul (* 1999), bruneiische Sprinterin
- Rahim, Malik (* 1947), US-amerikanischer Antirassist
- Rahim, Mushfiqur (* 1987), bangladeschischer Cricketspieler
- Rahim, Tahar (* 1981), französischer SchauspielerTahar Rahim (* 1981)

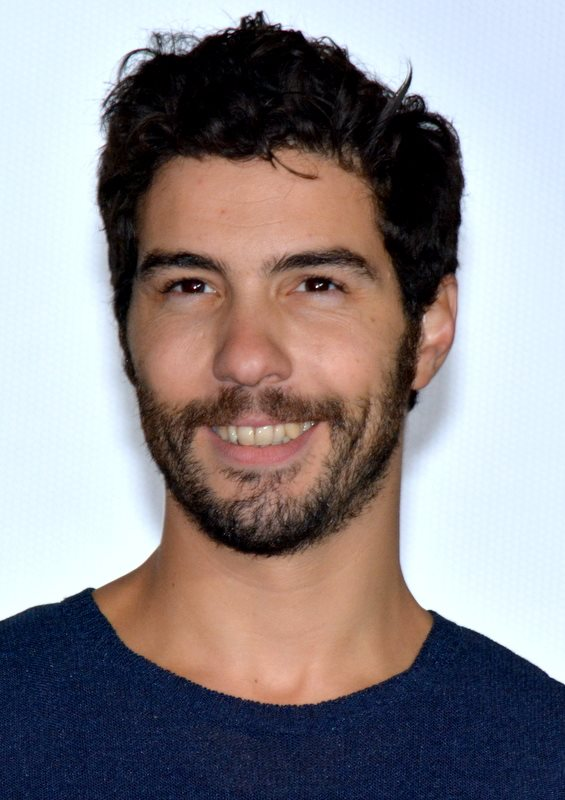
Tahar Rahim (* 1981)

- Rahim, Tobias (* 1989), dänisch-kurdischer Sänger
- Rahimi, Amin Hossein (* 1968), iranischer Politiker und Justizminister
- Rahimi, Atiq (* 1962), französischer Schriftsteller und Dokumentarfilmer afghanischer Herkunft
- Rahimi, Daniel (* 1987), iranisch-schwedischer Eishockeyspieler
- Rahimi, Fuad (* 1998), kosovarisch-schweizerischer Fussballspieler
- Rahimi, Hamid (* 1983), deutscher Boxer
- Rahimi, Hassan (* 1989), iranischer Ringer
- Rahimi, Medalion (* 1992), US-amerikanische Schauspielerin
- Rahimi, Mohammad Hadi Haji († 2024), Brigadegeneral der Al-Quds Brigade
- Rahimi, Mohammad Reza (* 1949), iranischer Politiker und Erster Vizepräsident des Iran
- Rahimi, Soufiane (* 1996), marokkanischer Fußballspieler
- Rahimić, Alen (* 1998), deutsch-bosnischer Boxer
- Rahimić, Elvir (* 1976), bosnisch-herzegowinischer Fußballspieler
- Rahimifar, Elaheh (* 1999), iranische Leichtathletin
- Rahimkhan, Shan (* 1972), iranisch-österreichisch-deutscher Friseur und Unternehmer
- Rəhimli, Səmra (* 1994), aserbaidschanische Sängerin
- Rəhimov, Nicat (* 1986), aserbaidschanischer Schauspieler und Fernsehmoderator
- Rahimov, Rustam (* 1975), tadschikisch-deutscher Amateurboxer und Trainer
- Rəhimov, Vitali (* 1984), aserbaidschanischer Ringer
- Rahimova, Sevinch (* 1999), usbekische Karateka
- Rahimow, Abdurahim (1952–2001), tadschikischer Wissenschaftler und Politiker
- Rahimow, Ramason (* 1960), tadschikischer Politiker und Innenminister
- Rahimow, Raschid (* 1965), russisch-tadschikischer Fußballspieler und -trainer
- Rahimow, Temur (* 1997), tadschikischer Judoka
- Rahis, Bernard (1933–2008), französischer Fußballspieler

#### Rahj
- Rahja, Eino (1885–1936), finnisch-russischer Revolutionär und Politiker
- Rahja, Jukka (1887–1920), finnisch-russischer Revolutionär und Politiker

#### Rahk
- Rahkamo, Kari (1933–2023), finnischer Dreispringer und Politiker
- Rahkamo, Susanna (* 1965), finnische Eiskunstläuferin
- Rahkob, Friedrich (1885–1944), deutscher Bergmann, Kommunist und Widerstandskämpfer

#### Rahl
- Rahl, Carl (1812–1865), österreichischer Maler
- Rahl, Carl Heinrich (1779–1843), deutscher Maler, Radierer und Kupferstecher
- Rahl, Mady (1915–2009), deutsche Bühnen- und Filmschauspielerin sowie ChansonsängerinMady Rahl (1915–2009)

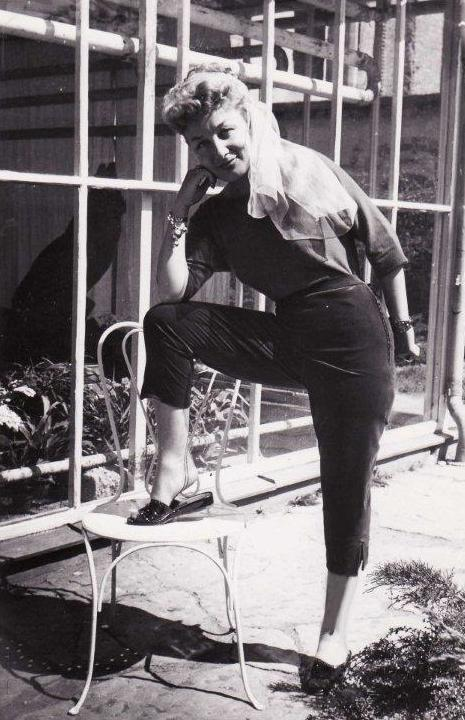
Mady Rahl (1915–2009)

- Rahl, Paul (1877–1926), deutscher Ingenieur und Politiker (NSFP), MdR
- Rahl, Stefan, Anführer im Bauernkrieg
- Rahlenbeck, Theodor Henrich (1784–1864), Laienprediger und Kämpfer gegen den Alkoholmissbrauch
- Rahlens, Holly-Jane (* 1950), US-amerikanische Schriftstellerin und Schauspielerin
- Rahlfs, Alfred (1865–1935), deutscher evangelischer Theologe und Alttestamentler
- Rahlfs, Ludwig (1863–1950), deutscher Komponist, Musikpädagoge und Lehrer
- Rahlfs, Wilhelm (1938–2014), deutscher Politiker (FDP), MdHB, Hamburger Senator
- Rahlfs, Wolf E. (* 1977), deutscher Kulturschaffender, Schauspieler, Hörspielsprecher und Regisseur
- Rahls, Korinna (1932–2024), deutsche Schauspielerin, Hörspielsprecherin, Sängerin und Dirigentin
- Rahlves, Daron (* 1973), US-amerikanischer Skisportler
- Rahlves, Friedrich (1887–1967), deutscher Bauingenieur und Baubeamter

#### Rahm
- Rahm, Andreas (* 1967), deutscher Politiker (SPD), MdL
- Rähm, Anke (* 1976), deutsche Schauspielerin
- Rahm, Berta (1910–1998), Schweizer Architektin, Verlegerin und Frauenrechtlerin
- Rahm, Emil (1804–1882), deutscher Kaufmann, Mitglied der Frankfurter Nationalversammlung
- Rahm, Emil (1930–2015), Schweizer Unternehmer und Publizist
- Rahm, Erhard (* 1959), deutscher Informatiker
- Rahm, Gilbert (1885–1954), deutscher Geistlicher und Zoologe
- Rahm, Günter (1934–2024), deutscher Fußballspieler
- Rahm, Inge (* 1909), deutsche Filmschauspielerin
- Rähm, Jan (* 1981), deutscher Krisenmanager im Incident Response
- Rahm, John (1854–1935), US-amerikanischer Golfer
- Rahm, Jon (* 1994), spanischer Golfspieler der European Tour und der PGA TourJon Rahm (* 1994)

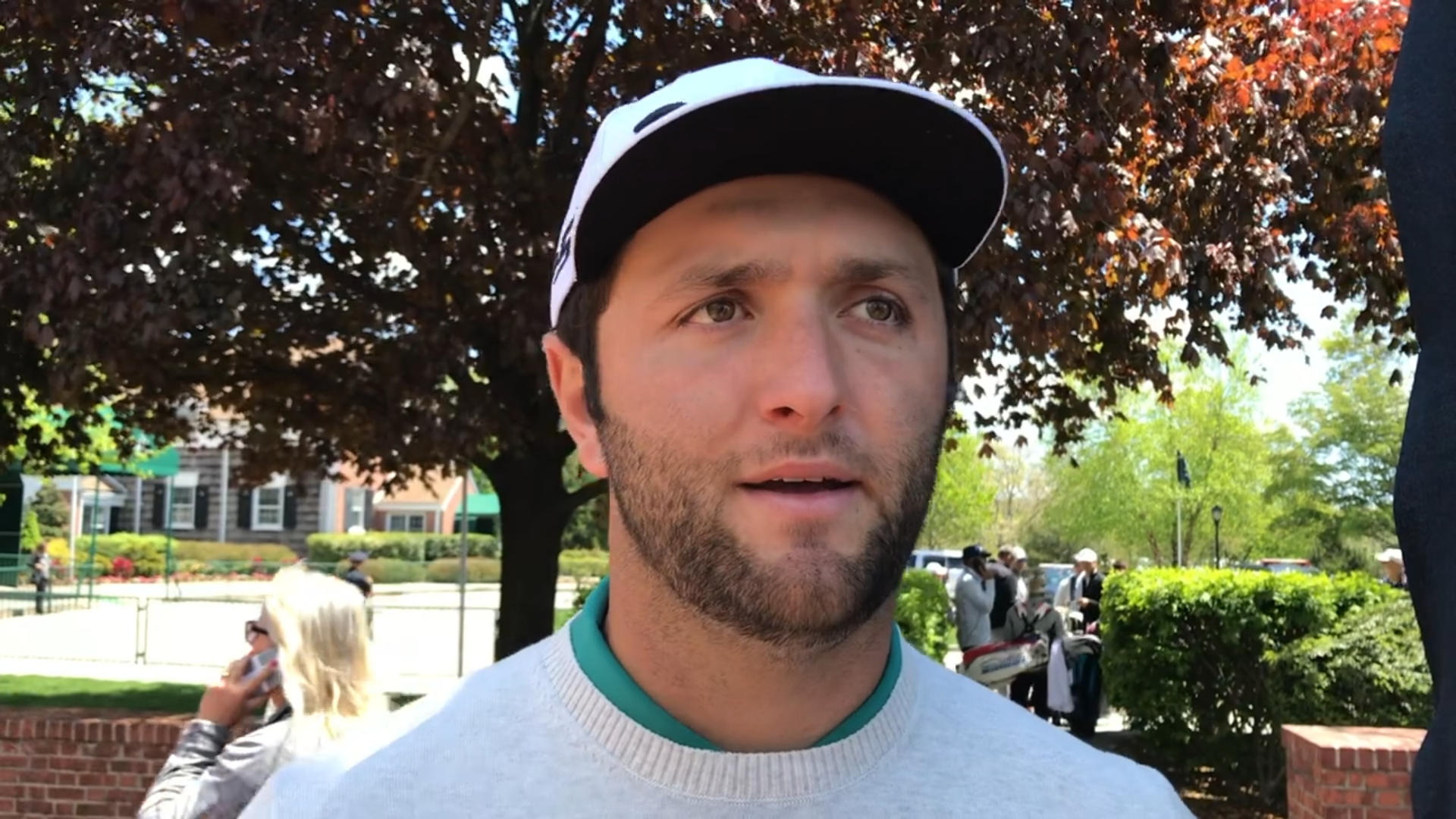
Jon Rahm (* 1994)

- Rahm, Karl (1907–1947), österreichischer Lagerkommandant des Ghetto Theresienstadt (1944–1945)
- Rahm, Kevin (* 1971), US-amerikanischer SchauspielerKevin Rahm (* 1971)

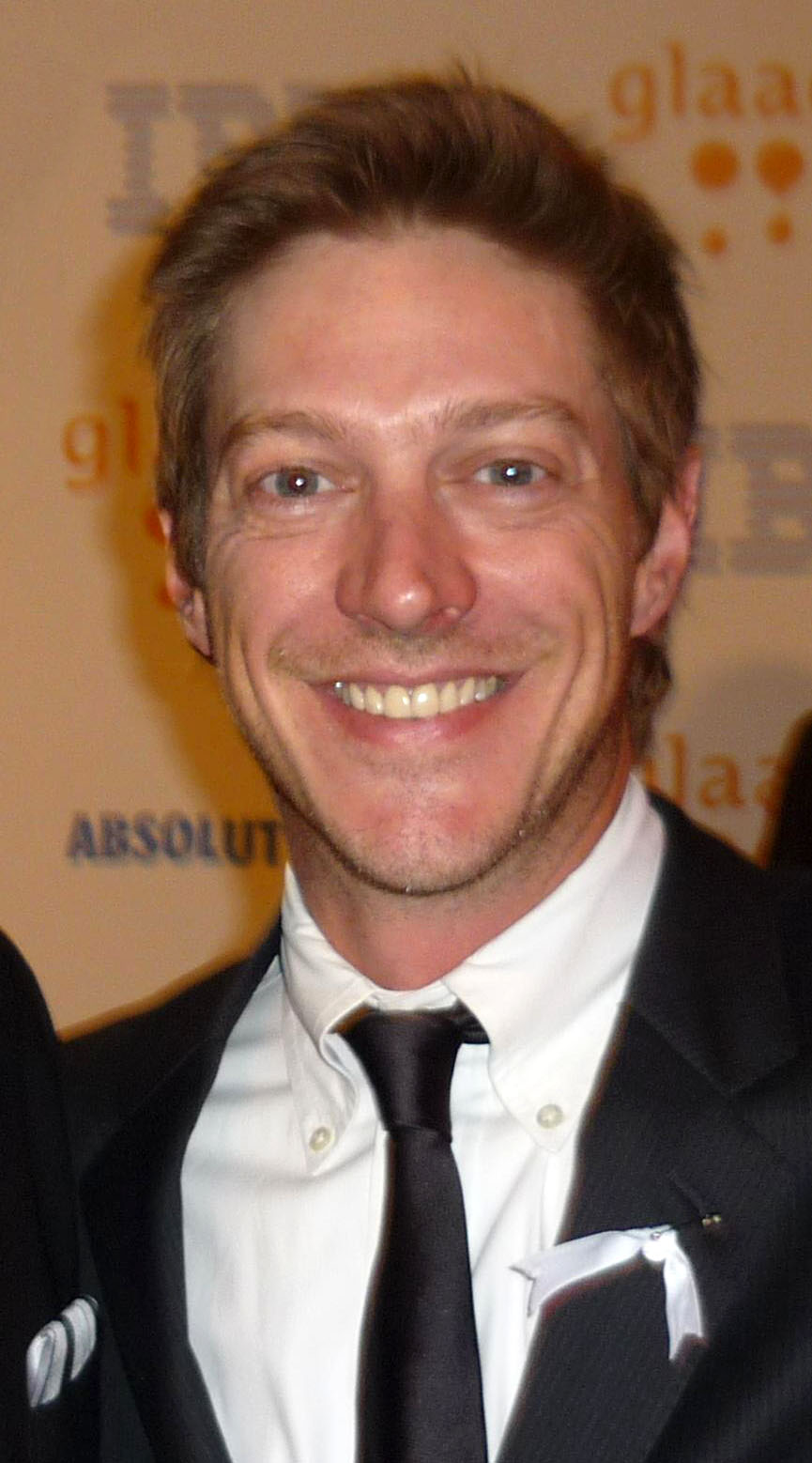
Kevin Rahm (* 1971)

- Rahm, Meinrad (1819–1847), Schweizer Stenograph
- Rahm, Otto (1904–1994), deutscher expressionistischer Maler und Bildhauer
- Rahm, Robin (* 1986), schwedischer Eishockeyspieler
- Rahm, Samuel (1811–1864), deutscher Porträt-, Genre- und Historienmaler
- Rahm, Sibylle (* 1952), deutsche Erziehungswissenschaftlerin und Professorin
- Rahm, Simon (* 1980), deutscher Komponist, Sounddesigner, Musikproduzent und Sänger
- Rahm, Walter (1921–1987), deutscher Grafiker und Maler
- Rahm-Präger, Sylva (* 1960), deutsche Politikerin (SPD), MdL
- Rahma, al-Zubayr (1830–1913), sudanesischer Sklavenhändler und militärischer Führer in Sudan
- Rahma, Jana (* 1988), deutsche Schauspielerin und Synchronsprecherin
- Rahman Khan, Abdur (1908–1970), pakistanischer Diplomat
- Rahman, A. R. (* 1966), indischer Komponist von Film- und Unterhaltungsmusik
- Rahman, Aamer (* 1982), australischer Stand-up-Comedian und Aktivist
- Rahman, Aarif (* 1987), hongkong-chinesischer Schauspieler und Sänger
- Rahman, Abdul (1903–1990), malaysischer Politiker und Premierminister
- Rahman, Abdul (* 1938), malaysischer Politiker, Gouverneur von Penang
- Rahman, Abdul (1953–2002), afghanischer Politiker
- Rahman, Abdul (* 1965), afghanischer Konvertit
- Rahman, Abdul (* 2001), afghanischer Cricketspieler
- Rahman, Andaleeve (* 1974), bangladeschischer Politiker
- Rahman, Aneesur (1927–1987), indischer Physiker
- Rahman, Azizi (* 2000), singapurischer Fußballspieler
- Rahman, Bazlur Mohamed (* 1959), bengalischer Schwimmer
- Rahman, Fazlur (1919–1988), pakistanischer islamischer Philosoph und Theologe
- Rahman, Hakim Syed Zillur (* 1940), indischer Mediziner der Unani-Medizin
- Rahman, Hasim (* 1972), US-amerikanischer BoxerHasim Rahman (* 1972)

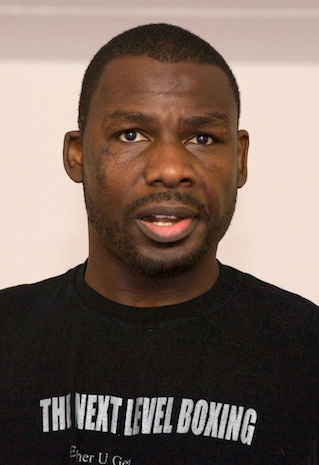
Hasim Rahman (* 1972)

- Rahman, Idris (* 1976), britischer Jazzmusiker (Klarinette, Saxophon) und Musikproduzent
- Rahman, Imranur (* 1993), bangladeschischer Sprinter britischer Herkunft
- Rahman, Karar (* 1975), bangladeschischer Schwimmer
- Rahman, Lutfur (* 1965), britischer Rechtsanwalt und Politiker
- Rahman, Mahfuzur (* 1988), bangladeschischer Leichtathlet
- Rahman, Mahfuzur (* 2000), bangladeschischer Leichtathlet
- Rahman, Mohamed Abdel (1915–1996), ägyptischer Fechter
- Rahman, Mohammad Mahfizur (* 1993), bangladeschischer Schwimmer
- Rahman, Mohammad Siddikur (* 1984), bangladeschischer Golfer
- Rahman, Monira (* 1966), bangladeschische Menschenrechtlerin, Geschäftsführerin der Menschenrechtsorganisation Acid Survivors Foundation (ASF)
- Rahman, Mujeeb Ur (* 2001), afghanischer Cricketspieler
- Rahman, Mujibur (1920–1975), bangladeschischer Politiker, Gründer von BangladeschMujibur Rahman (1920–1975)

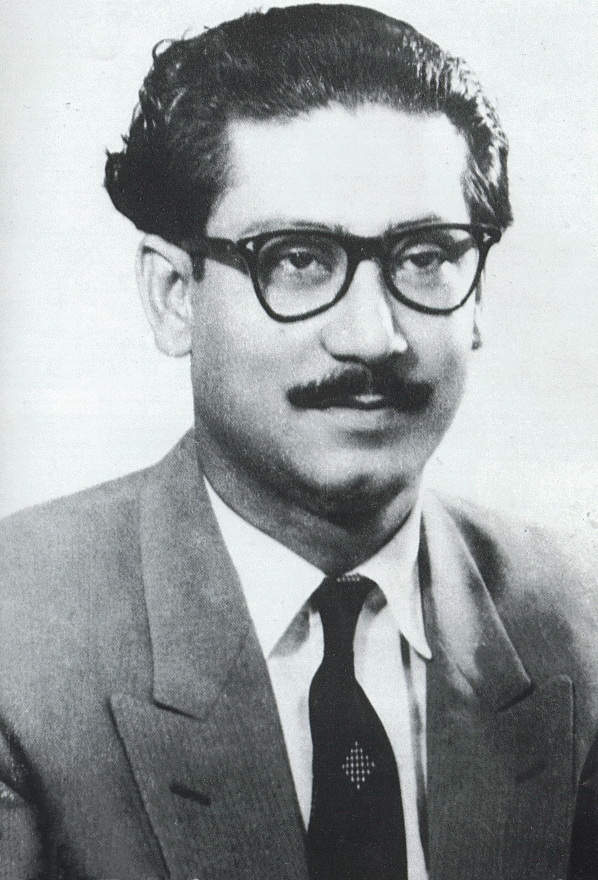
Mujibur Rahman (1920–1975)

- Rahman, Mukhesur (* 1970), bangladeschischer Schwimmer
- Rahman, Mustafizur (* 1995), bangladeschischer Cricketspieler
- Rahman, Qamar (* 1944), indische Biochemikerin
- Rahman, Raihan (* 1991), singapurischer Fußballspieler
- Rahman, Rizia (1939–2019), bengalische Autorin
- Rahman, Sabbir (* 1988), bangladeschischer Cricketspieler
- Rahman, Saifur (1932–2009), bangladeschischer Politiker
- Rahman, Shamsur (1929–2006), bangladeschischer Dichter, Journalist und Bürgerrechtler
- Rahman, Suleman Abdul (* 1942), äthiopischer Radrennfahrer
- Rahman, Tahmina, bangladeschische Menschenrechtlerin
- Rahman, Ziaur (1936–1981), bangladeschischer PräsidentZiaur Rahman (1936–1981)

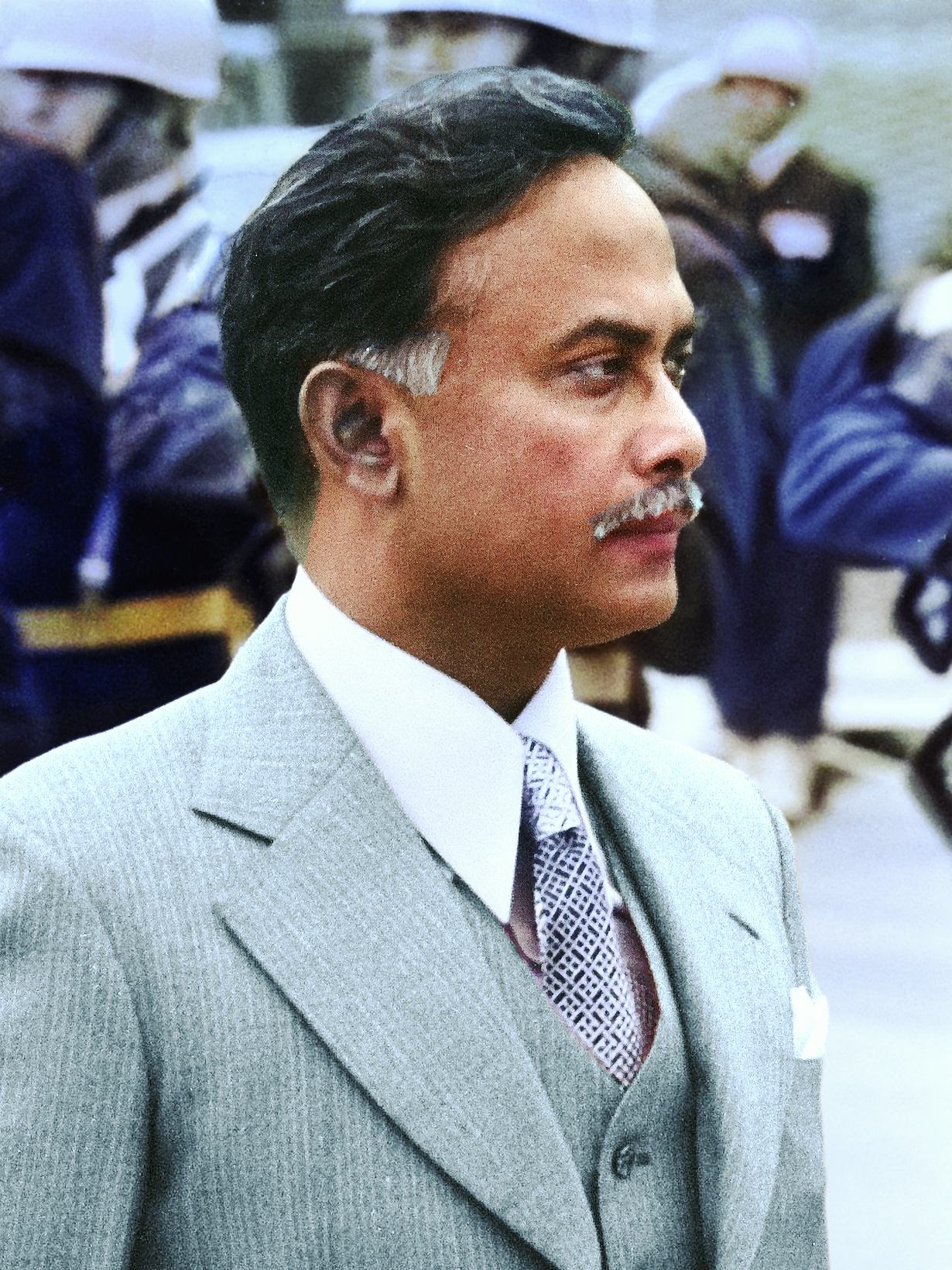
Ziaur Rahman (1936–1981)

- Rahman, Ziaur (1974–2024), bangladeschischer Schachgroßmeister
- Rahman, Zillur (1929–2013), bangladeschischer Politiker, Staatspräsident von Bangladesch
- Rahman, Zoe (* 1971), britische Jazzmusikerin
- Rahmani, Abassia (* 1992), Schweizer Leichtathletin
- Rahmani, Abdu’r (* 1954), bruneiischer Adliger, Militär und Diplomat
- Rahmani, Ali (* 1974), iranischer Kugelstoßer
- Rahmani, Arsala (1937–2012), afghanischer Politiker
- Rahmani, Bakhtiar (* 1991), iranischer Fußballspieler
- Rahmani, Hassan (1953–2016), afghanischer Taliban und Generalgouverneur der südlichen Provinzen
- Rahmani, Mahan (* 1996), iranischer Fußballspieler
- Rahmani, Moïse (1944–2016), belgischer Autor
- Rahmani, Niloofar, afghanische Kampfpilotin
- Rahmani, Seyar Said Ahmad (* 1988), afghanischer Volleyballspieler
- Rahmanian, Neda (* 1978), iranisch-deutsche SchauspielerinNeda Rahmanian (* 1978)

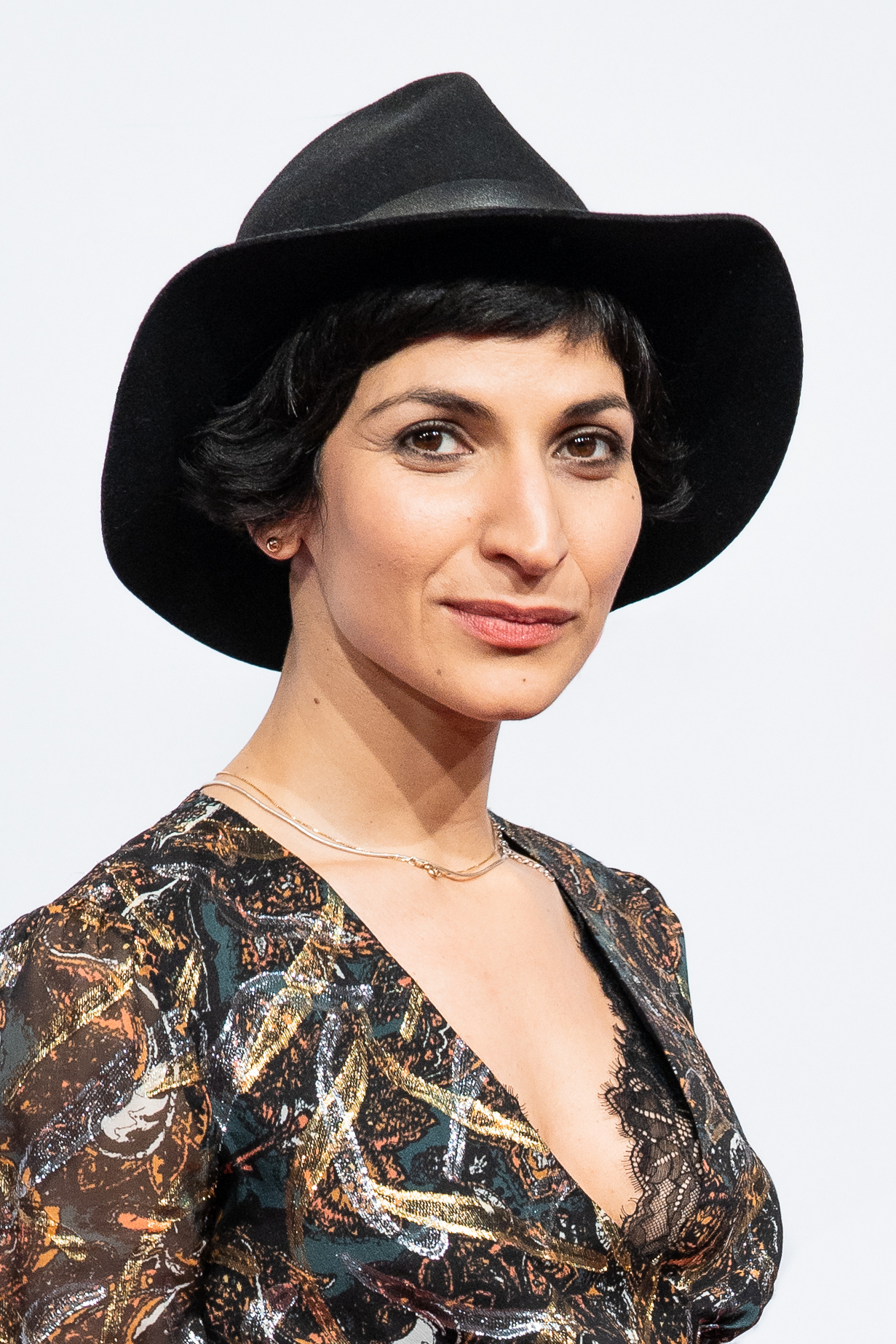
Neda Rahmanian (* 1978)

- Rahmann, Fritz (1936–2006), deutscher Künstler
- Rahmann, Gerold (* 1962), deutscher Agrarökonom
- Rahmann, Hinrich (* 1935), deutscher Zoologe und Neurobiologe
- Rahmann, Rudolf (1902–1985), deutscher Geistlicher (römisch-katholisch), Steyler Missionar und Ethnologe
- Rahmann, Sven (* 1974), deutscher Bioinformatiker
- Rahmanović, Amar (* 1994), bosnischer Fußballspieler
- Rahmanto, Agripina Prima (* 1991), indonesischer Badmintonspieler
- Rahmanzadeh, Rahim (* 1934), iranisch-deutscher Facharzt für Unfallchirurgie, Chirurgie und Orthopädie
- Rahmat, Basuki (1921–1969), indonesischer Politiker und General
- Rahmat, Fathullah (* 2002), singapurischer Fußballspieler
- Rahmat, Mohamed (1938–2010), malaysischer Politiker
- Rahmati, Bashir Ahmad (* 1985), afghanischer Ringer
- Rahmatullaev, Dilshod (* 1989), usbekischer Fußballspieler
- Rahmatullosoda, Erkinchon (* 1953), tadschikischer Diplomat
- Rahmawati, Weny (* 1983), französische Badmintonspielerin
- Rahmberg, Marino (* 1974), schwedischer Fußballspieler
- Rahme, Cheyne (* 1991), südafrikanischer Stabhochspringer
- Rahmé, Hanna (* 1960), libanesischer Ordensgeistlicher, maronitischer Bischof von Baalbek-Deir El-Ahmar
- Rahmel, Ole (* 1989), deutscher Handballspieler
- Rahmel, Willy (1882–1971), deutscher Staatsanwalt
- Rahmen, Bruno (* 1948), Schweizer Fußballspieler
- Rahmen, Fritz (1905–1977), deutscher Politiker (CDU), MdL
- Rahmen, Patrick (* 1969), Schweizer Fußballspieler und -trainer
- Rahmer, Moritz (1837–1904), deutscher Rabbiner, Publizist und Redakteur
- Rahmer, Sigismund (1863–1912), deutscher Arzt, Schriftsteller und Herausgeber
- Rahmig, Kurt (1938–2020), deutscher Politiker (SPD), MdL
- Rahmon, Emomalij (* 1952), tadschikischer Politiker, Staatspräsident von TadschikistanEmomalij Rahmon (* 1952)

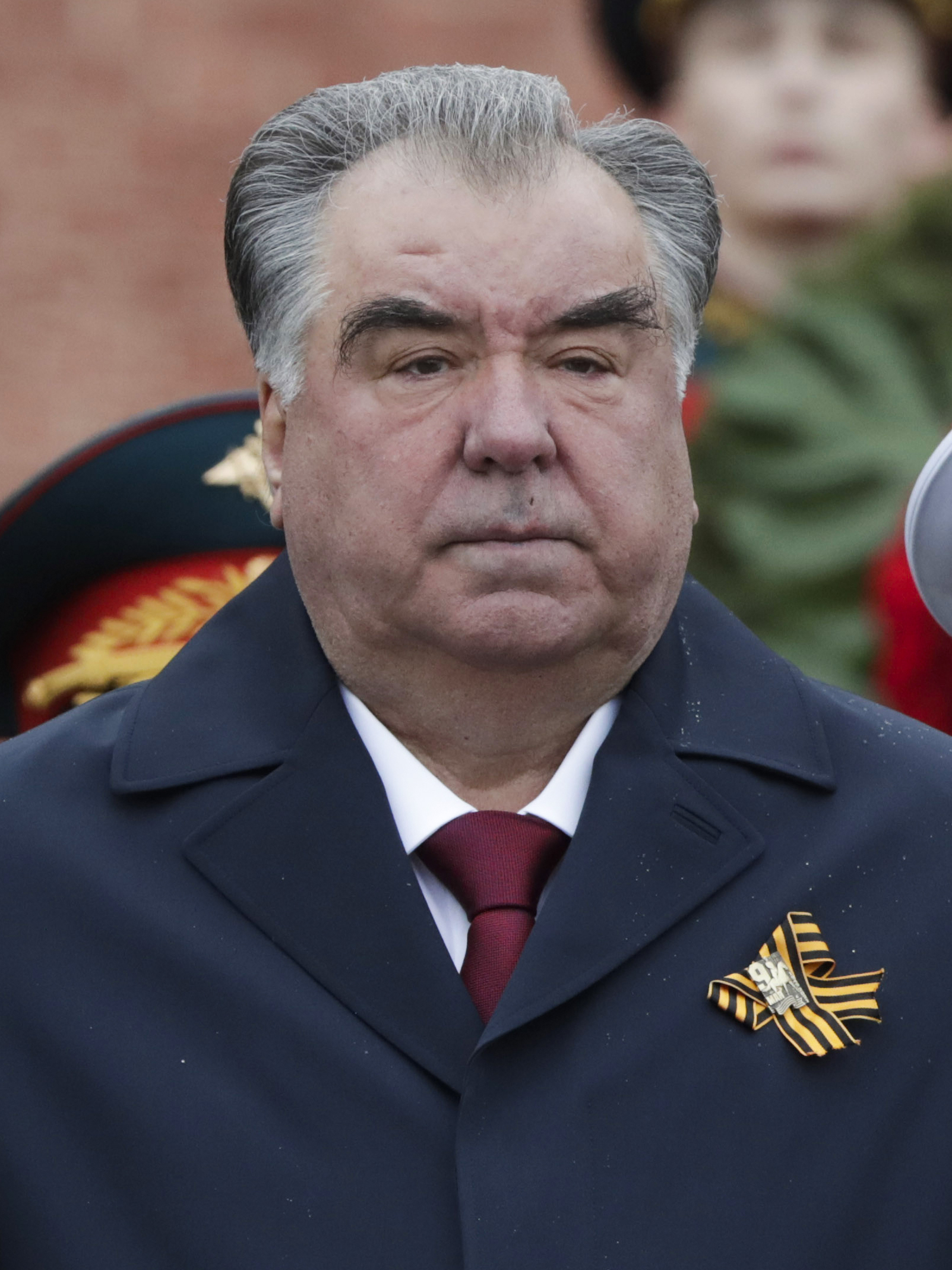
Emomalij Rahmon (* 1952)

- Rahmon, Osoda (* 1978), tadschikische Diplomatin und Staatsministerin
- Rahmonaliyev, Umarali (* 2003), usbekischer Fußballspieler
- Rähmönen, Sami (* 1987), finnischer Fußballspieler
- Rahmouni, Mehdi (* 1988), französischer Fußballschiedsrichterassistent
- Rahms, Helene (1918–1999), deutsche Journalistin und Autorin
- Rahmsdorf, Wilhelm (1843–1917), deutscher Soldat, Standartenträger von Mars-la-Tour
- Rahmsdorf, Wilhelm (1908–1983), deutscher Ökonom und Bankmanager (Präsident der Landeszentralbank Niedersachsen)
- Rahmstorf, Lorenz (* 1970), deutscher Prähistoriker
- Rahmstorf, Stefan (* 1960), deutscher Klimaforscher am Potsdam-Institut für Klimafolgenforschung (PIK)Stefan Rahmstorf (* 1960)

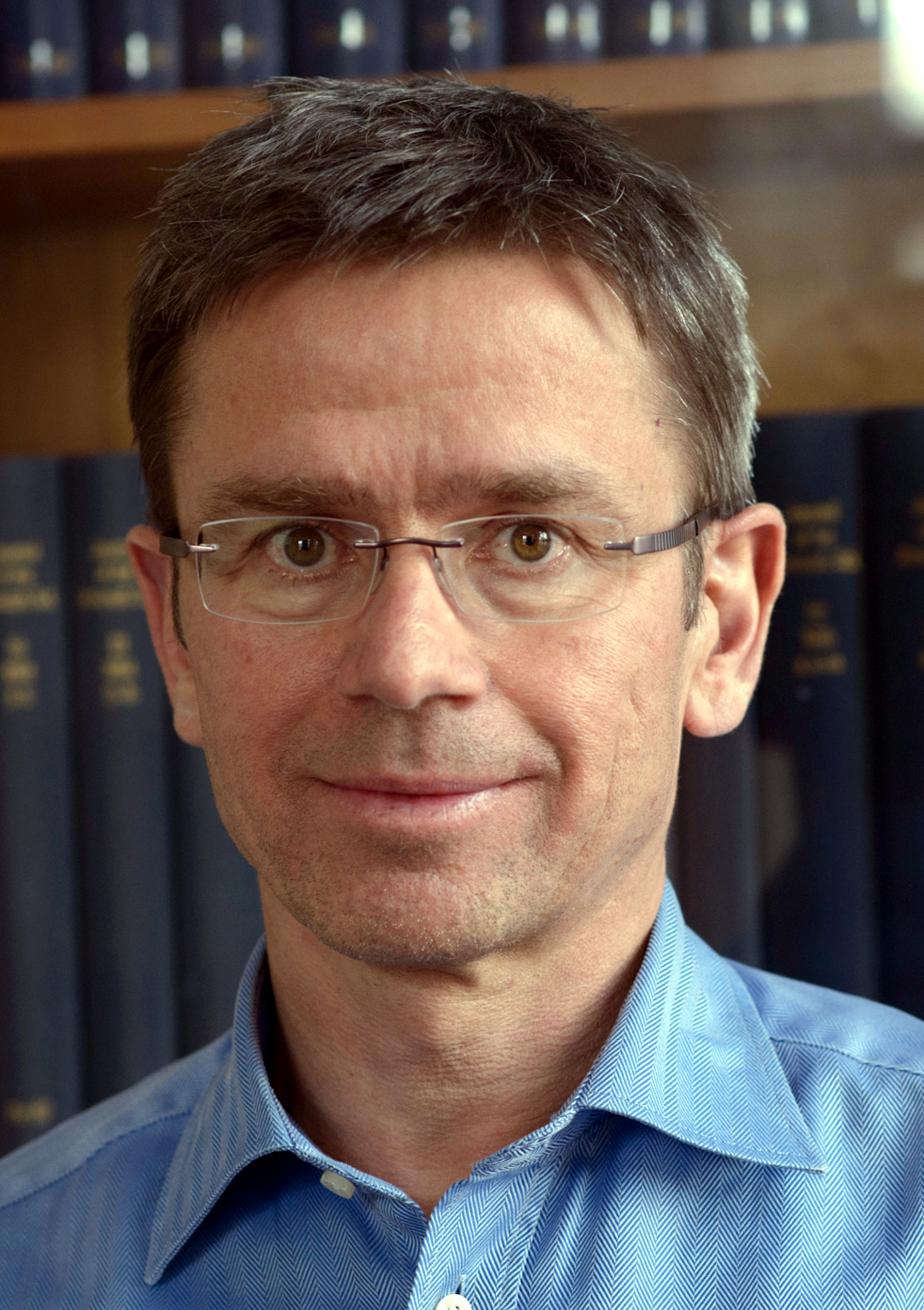
Stefan Rahmstorf (* 1960)

- Rahmy, Philippe (1965–2017), Schweizer Schriftsteller

#### Rahn
- Rahn, Bruno (1899–1927), deutscher Filmregisseur, Schauspieler und Produzent
- Rahn, Christian (* 1979), deutscher Fußballspieler
- Rahn, Dorothea (1891–1967), deutsche Politikerin (SPD), MdBB
- Rahn, Eduard (1827–1863), deutscher Jurist und Politiker
- Rahn, Erich (1885–1973), Pionier des Jiu Jitsu- und Judo-Sports in Deutschland
- Rahn, Fabian (* 1986), deutscher Duathlet und Triathlet
- Rahn, Fritz (1891–1964), deutscher Pädagoge, Spracherzieher und Mundartforscher
- Rahn, Gottfried (1909–2004), deutscher Erziehungswissenschaftler und Hochschullehrer
- Rahn, Guido (* 1963), deutscher Politiker (CDU)
- Rahn, Heinrich (1601–1662), deutscher Rechtswissenschaftler, Hochschullehrer und Rektor
- Rahn, Helmut (1919–2007), deutscher Altphilologe
- Rahn, Helmut (1929–2003), deutscher FußballspielerHelmut Rahn (1929–2003)

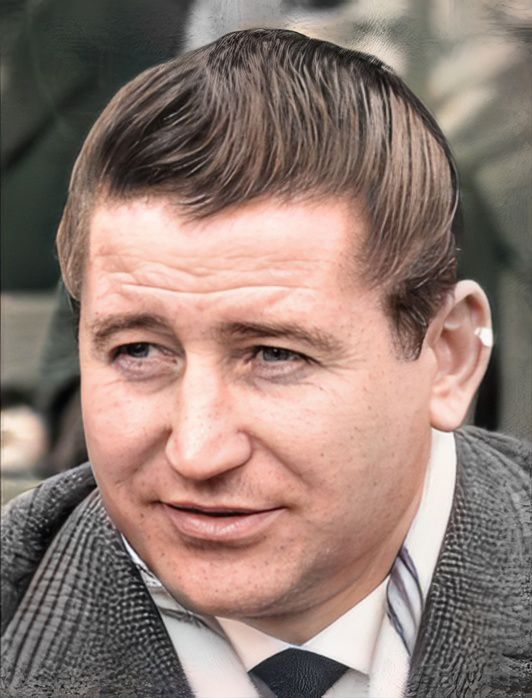
Helmut Rahn (1929–2003)

- Rahn, Horst-Joachim (* 1944), deutscher Betriebswirt, Hochschuldozent und Fachbuchautor
- Rahn, Johann Caspar (1769–1840), Schweizer Kunstmaler und Zeichenlehrer
- Rahn, Johann Heinrich (1622–1676), Schweizer Mathematiker
- Rahn, Johann Heinrich (1646–1708), Schweizer Politiker und Historiker
- Rahn, Johann Heinrich (1749–1812), Schweizer Mediziner und Hochschullehrer
- Rahn, Johann Rudolf (1841–1912), Schweizer Kunsthistoriker
- Rahn, Johannes (* 1986), deutscher Fußballspieler
- Rahn, John, US-amerikanischer Komponist, Musikwissenschaftler und -pädagoge
- Rahn, Karl Heinz (* 1937), deutscher Nephrologe und emeritierter Ordinarius für Innere Medizin
- Rahn, Kerstin, deutsche Historikerin und Archivarin
- Rahn, Laura (* 1986), deutsche Basketballspielerin
- Rahn, Manfred (* 1933), deutscher Synchron-, Hörspiel- und Rundfunksprecher
- Rahn, Marco (* 1998), deutscher Basketballspieler
- Rahn, Marlene (* 1943), deutsche Schauspielerin
- Rahn, Matthias (* 1990), deutscher Fußballspieler
- Rahn, Otto (1904–1939), deutscher Schriftsteller, Mediävist und Ariosoph
- Rahn, Rainer (* 1952), deutscher Politiker (AfD, Bündnis Deutschland), MdL
- Rahn, Rudolf (1900–1975), deutscher DiplomatRudolf Rahn (1900–1975)

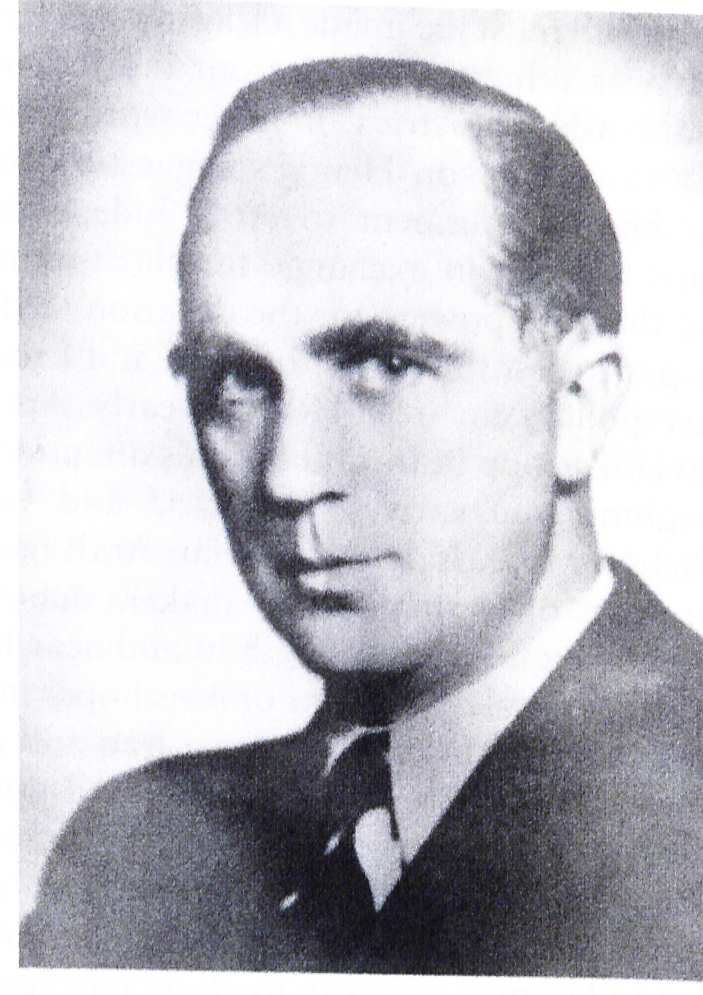
Rudolf Rahn (1900–1975)

- Rahn, Siegmund, deutscher Sportwissenschaftler und Hochschullehrer
- Rahn, Stephan, deutscher Pianist
- Rähn, Taavi (* 1981), estnischer Fußballspieler
- Rahn, Uwe (* 1962), deutscher Fußballspieler
- Rahn, Werner (1939–2022), deutscher Kapitän zur See und Historiker
- Rahn, Wilhelm (1880–1966), deutscher Kommunalpolitiker (DVP) und Oberbürgermeister von Worms
- Rahn, Wilhelm (* 1885), deutscher Politiker (USPD, KPD, SPD, DVP)
- Rahn, Wilhelm (1900–1960), deutscher Politiker (BP, CSU), MdB
- Rahn, Wolfgang (1953–2009), deutscher Fußballspieler
- Rahn-Bärlocher, Elise (1845–1925), Schweizer Frauenrechtlerin
- Rahnasto, Olli (* 1965), finnischer Tennisspieler
- Rahnavardi, Mohammed (1927–2023), iranischer Gewichtheber, Zahnmediziner und Politiker
- Rahnaward, Zahra (* 1945), iranische Künstlerin, Publizistin und Politikergattin
- Rahnenführer, Eugen (1886–1958), deutscher Arzt und Numismatiker
- Rahnenführer, Jörg (* 1971), deutscher Statistiker
- Rahner, Hans (1905–2008), österreichischer Komponist und Klaviervirtuose
- Rahner, Helmut (* 1971), deutscher Fußballspieler
- Rahner, Hugo (1900–1968), deutscher Jesuit, Theologe und Historiker
- Rahner, Johanna (* 1962), deutsche römisch-katholische Theologin und Hochschullehrerin
- Rahner, Karl (1903–1970), deutscher Kantor und Kirchenmusikdirektor
- Rahner, Karl (1904–1984), deutscher katholischer Theologe
- Rahner, Martin, deutscher Filmeditor
- Rahneva, Mirela (* 1988), kanadische Skeletonpilotin
- Rahnfeld, Claudia (* 1985), deutsche Sozialwissenschaftlerin, Autorin und Hochschullehrerin
- Rahnis, Ramona, deutsche Skeletonpilotin
- Rahnu, Kristjan (* 1979), estnischer Zehnkämpfer

#### Raho
- Raho, Umberto (1922–2016), italienischer Schauspieler
- Rahoerson, Serge (* 1947), madegassischer Jazzmusiker
- Rahoi, Dick (1934–2016), US-amerikanischer Skispringer und Kommunalpolitiker
- Rahoma, Faris Endris (* 1975), österreichischer Schauspieler und DrehbuchautorFaris Endris Rahoma (* 1975)

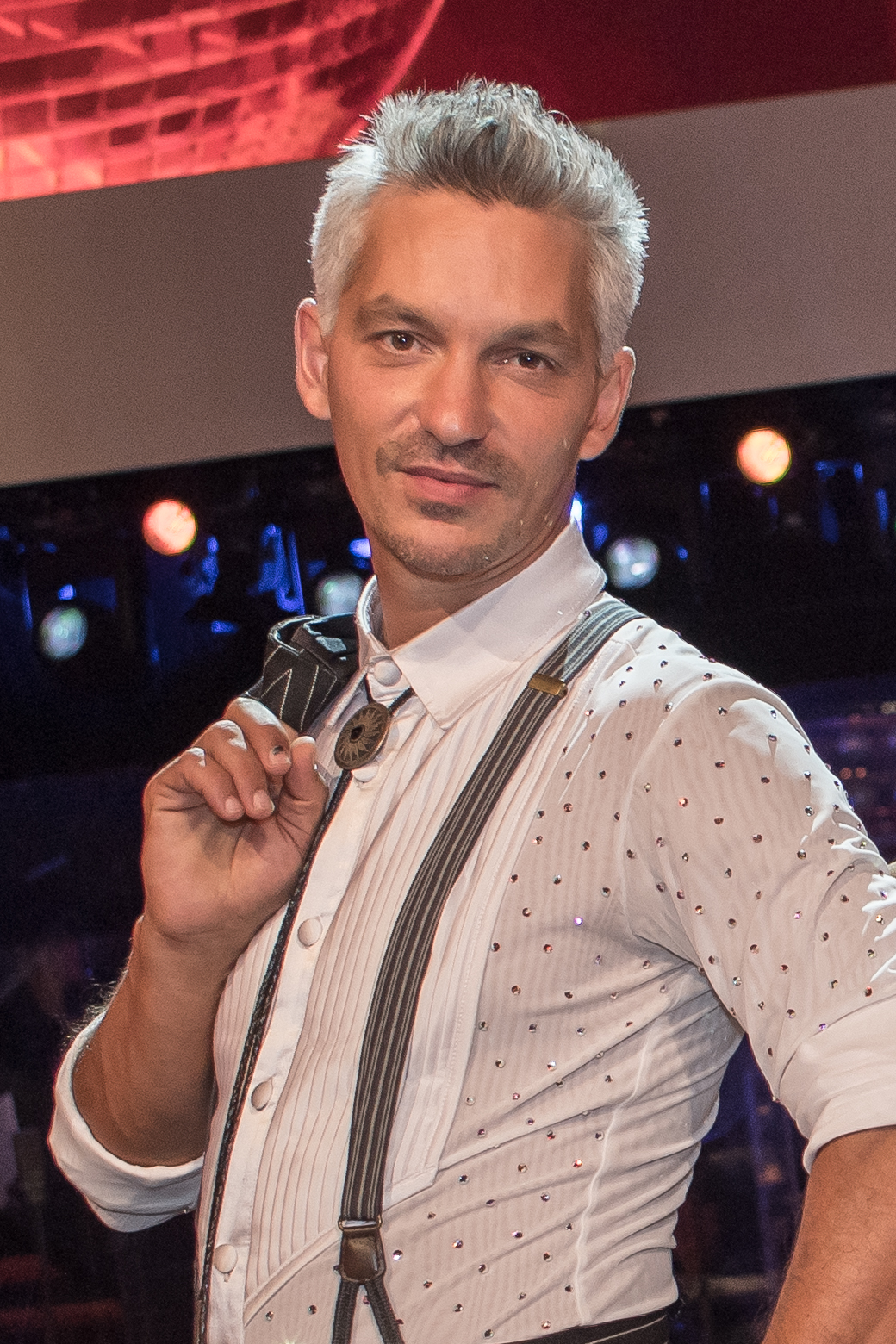
Faris Endris Rahoma (* 1975)

- Rahon, Alice (1904–1987), französische Schriftstellerin und Malerin
- Rahotep, ägyptischer Wesir unter Ramses II.
- Rahotep, Prinz der altägyptischen 4. Dynastie
- Rahotep, Prinz der altägyptischen 5. Dynastie
- Rahotep, altägyptischer König der 17. Dynastie
- Rahou, Abdelmalek (* 1986), algerischer Boxer
- Rahouli, Baya (* 1979), algerische Dreispringerin
- Rahoza, Michael († 1599), orthodoxer und unierter Metropolit von Kiew (1589–1599)

#### Rahr
- Rahr, Alexander (* 1959), deutscher Osteuropa-Historiker, Unternehmensberater und LobbyistAlexander Rahr (* 1959)

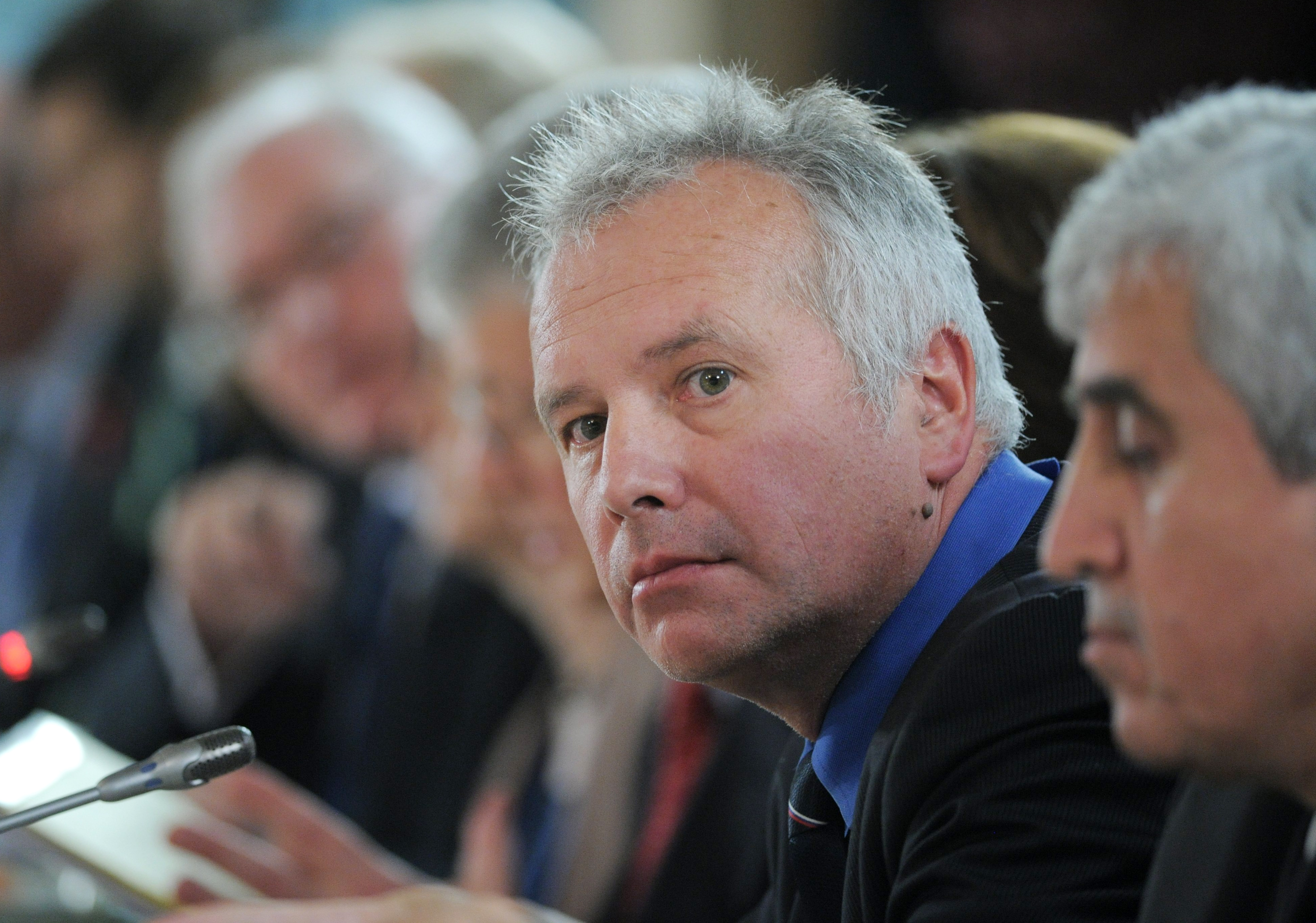
Alexander Rahr (* 1959)

- Rahr, David Johann (1677–1753), deutsch-baltischer evangelisch-lutherischer Pastor auf Ösel
- Rahr, Erwin (1880–1919), Oberst der kaiserlich-russischen Armee, Teilnehmer des Russisch-Japanischen Krieges, des Ersten Weltkrieges und des Russischen Bürgerkrieges
- Rahr, Gleb (1922–2006), deutsch-russischer Kirchenhistoriker
- Rahr, Lew (1913–1980), exilrussischer Publizist

#### Rahs
- Rahsskopff, Johann Carl (1806–1886), deutscher Uhrmacher
- Rahstorfer, Gerd (* 1979), österreichischer Trompeter und Komponist

#### Raht
- Raht, Adolph (1789–1858), nassauischer Richter und Politiker
- Raht, Daniel (1823–1900), liberaler nassauischer Politiker (Nassauische Fortschrittspartei)
- Raht, Friedrich (1811–1879), deutscher Verwaltungsbeamter
- Raht, Georg Daniel (* 1740), nassauischer Amtmann
- Raht, Gerhard (1920–1977), deutscher Luftwaffenoffizier
- Rahtgens, Carl Ernst (1908–1944), deutscher Offizier und Widerstandskämpfer
- Rahtgens, Hugo (1872–1946), deutscher Bauingenieur und Architekturhistoriker
- Rahtgens, Johannes Nicolaus Heinrich (1822–1907), deutscher Druckereibesitzer und Abgeordneter der Lübecker Bürgerschaft
- Rahtgens, Paul (1867–1929), deutscher evangelisch-lutherischer Geistlicher; Landespropst in Eutin
- Rahtjen, Wolf (1923–2003), deutscher Hörspielsprecher, Synchronsprecher, Regisseur, Schauspieler und Autor
- Rahtz, Philip (1921–2011), britischer Archäologe
- Rahtz, Sebastian (1955–2016), britischer Informatiker und Lexikograph

#### Rahu
- Rahul, KL (* 1992), indischer Cricketspieler
- Rahula, indischer Frühbuddhist und Sohn des Siddharta Gautama (Buddha)
- Rahulja, Barys (1920–2005), weißrussischer Offizier der Weißruthenischen Heimwehr und politischer Aktivist
- Rahum, Abdul Bahar-ud-Din (* 1949), malaysischer Radrennfahrer
- Rahusen, Ina (1895–1977), niederländische Illustratorin und Lithografin

#### Rahv
- Rahvaunia (* 1971), US-amerikanische Schauspielerin

#### Rahw
- Rahwan, Iyad, syrisch-australischer Wissenschaftler

#### Rahy
- Rahy, Nader (* 1974), deutscher Songwriter und Musiker

#### Rahz
- Rahzel (* 1967), US-amerikanischer Beatboxer